# Ciudad Universitaria de Caracas
La Ciudad Universitaria de Caracas es el campus principal de la Universidad Central de Venezuela, posee un área construida de 164,22 hectáreas (1,64 km²) y terrenos que alcanzan 202,53 hectáreas. Fue declarada Patrimonio de la Humanidad por la Unesco en el año 2000. Está localizada en la Urb Valle Abajo de la Parroquia San Pedro del Municipio Libertador de Caracas, Venezuela.
La Ciudad Universitaria es considerada una pieza maestra de la arquitectura contemporánea y de la planificación urbana (ver Criterios de la Declaratoria de la UNESCO).
Es un ejemplo excepcional del Movimiento Moderno de arquitectura inspirado en la Bauhaus. Agrupa una gran cantidad de edificios y funciones organizados en un conjunto limpiamente interrelacionado y enriquecido con piezas maestras de arquitectura moderna y de otras artes plásticas, en lo que se ha dado en llamar la "Síntesis de las Artes Mayores", que encuentra su máxima expresión en el Aula Magna, con su obra acústica Nubes Flotantes de Alexander Calder, en el Estadio Olímpico con sus enormes estatuas alegóricas al deporte y en la Plaza Cubierta con sus murales y esculturas de artistas como Jean Arp, Fernand Léger, Victor Vasarely y Mateo Manaure.

## Historia
Construida según el proyecto del arquitecto venezolano Carlos Raúl Villanueva, entre 1940 y 1960 en los terrenos de la Hacienda Ibarra, propiedad donada por el Libertador Simón Bolívar a la antigua Real y Pontificia Universidad de Caracas luego de su reorganización bajo los estatutos republicanos que la convirtieron en la moderna Universidad Central de Venezuela.
La Ciudad Universitaria fue creada como una casa de estudios que tuviese la capacidad de albergar una mayor población estudiantil, que la capaz de recibir el Palacio de las Academias sede de la Universidad Central de Venezuela en ese momento, siguiendo la línea de un moderno y único recinto que pudiese concentrar todas las dependencias universitarias en un mismo campus, vale a decir, una universidad que concentrase en una sola sede todas sus funciones.
En 1942 bajo la presidencia de Isaías Medina Angarita comenzaron los estudios del nuevo proyecto. Después de analizar distintos sitios, se escogieron los terrenos de la Hacienda Ibarra, que sería el sitio ideal para conectar al nuevo centro geográfico de la ciudad alrededor de la Plaza Venezuela.
El proyecto requirió un gran compromiso tanto de planificación urbana como de diseño arquitectónico. En octubre de 1943 Medina Angarita decretó la creación del Instituto Autónomo de la Ciudad Universitaria, el cual tendría la finalidad de llevar a cabo las obras que integrarían el nuevo campus universitario. Sólo un arquitecto debía planificar y vigilar el desarrollo de todos los edificios, por lo que Medina Angarita le da al maestro Carlos Raúl Villanueva una única oportunidad de aplicar sus ideas de integración de arte con arquitecturas en gran escala.
Este gran complejo urbano de unos 2 km² incluyó un total de cuarenta edificios, que se convirtió en una de las más exitosas aplicaciones de la arquitectura moderna en América Latina. Villanueva trabajó en estrecha colaboración con todos los artistas que contribuyeron al desarrollo de su obra y personalmente supervisó el proyecto durante más de 25 años hasta fines de los 60s, cuando el deterioro de su salud lo obligó a salir de algunos edificios en período de diseño.
La Ciudad Universitaria se inauguró parcialmente el 2 de marzo de 1954 durante el régimen del General Marcos Pérez Jiménez y es considerada una de las grandes creaciones de la arquitectura mundial del siglo XX. En el año 2000 fue nombrada Patrimonio de la Humanidad por la Unesco, convirtiéndose en el primer campus universitario en América Latina en recibir ese honor.

## Edificios principales
Entre los edificios más importantes diseñados por Carlos Raúl Villanueva para la Ciudad Universitaria de Caracas podemos encontrar:
| - Hospital Universitario de Caracas - Edificio de la Escuela de Enfermeras - Instituto de Medicina Tropical - Instituto Anatómico "José Izquierdo" - Instituto de Medicina Experimental "José Gregorio Hernández”" - Jardín botánico de la Universidad Central de Venezuela - Instituto Botánico - Jardín Xerofítico de la UCV - Palmétum de la UCV - Laguna Venezuela - Herbario Nacional de Venezuela - Biblioteca Henri Pittier - Estadio Olímpico de la UCV - Estadio Universitario de Caracas - Gimnasio Cubierto de la UCV - Complejo Biblioteca Central-Rectorado - Sala de Conciertos - Paraninfo de la UCV - Aula Magna - Biblioteca Central - Plaza Cubierta - Edificio del Rectorado - Plaza del Rectorado - Reloj Universitario | - Edificio de la Facultad de Humanidades y Educación - Edificio de la Facultad de Ciencias - Edificio de la Escuela de Física y Matemáticas - Instituto de Zoología Tropical - Museo de Biología de la Universidad Central de Venezuela - Edificio de la Facultad de Odontología - Edificio de la Facultad de Farmacia - Edificio de la Facultad de Arquitectura y Urbanismo - Edificio de la Escuela Básica de Ingeniería - Biblioteca y Auditorio - Edificio de la Escuela de Administración y Contaduría (Edificio Trasbordo) - Edificio de la Escuela de Ingeniería Metalúrgica - Edificio de Ingeniería Sanitaria, sede de la Escuela de Ingeniería Civil - Edificio de la escuela de Ciencias Jurídicas y Políticas. - Complejo de Piscinas Olímpicas - Gimnasio Cubierto - Pasillos Cubiertos y Arcos de Entrada. |

## Artistas que contribuyeron en el proyecto
- Harry Abend
- Jean Arp
- Miguel Arroyo
- Armando Barrios
- André Bloc
- Alexander Calder
- Omar Carreño
- Carlos González Bogen
- Henri Laurens
- Fernand Léger
- Baltasar Lobo
- Mateo Manaure
- Ernest Maragall i Noble
- Francisco Narváez
- Pascual Navarro
- Alirio Oramas
- Alejandro Otero
- Antoine Pevsner
- Héctor Poleo
- Braulio Salazar
- Jesús Soto
- Sophie Taeuber-Arp
- Víctor Valera
- Victor Vasarely
- Oswaldo Vigas
- Pedro León Zapata

## Palmétum
El Palmétum del Jardín Botánico de Caracas y alternativamente Palmetum del Jardín Botánico de la UCV es un espacio protegido que se encuentra ubicado dentro de los terrenos de la Universidad Central de Venezuela, específicamente dentro del Jardín Botánico de Caracas, en el Municipio Libertador, al oeste del Distrito Metropolitano de Caracas y al centro norte del país sudamericano de Venezuela.
Contiene una colección de 215 palmas de diversas especies tropicales, 3 variedades y 88 géneros entre las que se incluyen la Pándanos (Pandanus sp.), palma Carabobo (Cardulovica sp.), palma sagú (Cycas sp.) y palma del viajero (Strelitzia sp.) que están rodeadas por dos lagunas artificiales, el Jardín Etnobotánico, la Plaza del Jardín Paleozoico, el Jardín Xerofítico al sur del edificio principal del Instituto Experimental Dr. Tobías Lasser y a un costado de la Autopista Francisco Fajardo una de las más importantes de la capital venezolana.
Otras variedades incluyen Archontophoenix alexandrae, Phoenix reclinata, Livistona chinensis, Chamaedorea radicalis y Phoenix dactylifera. Entre las especies foráneas se incluyen Corypha, Latania, Brahea y Cyphophoenix, mientras que entre las especies locales o nativas encontramos a Roystonea oleracea, Mauritia fleuxosa y Euterpe oleracea.
Como parte de la Ciudad Universitaria de Caracas es patrimonio mundial de la Humanidad de la Unesco desde el año 2000.

## Laguna Venezuela
La Laguna Venezuela es un cuerpo de agua artificial con un humedal localizado en un extremo del Jardín Botánico de la Universidad Central de Venezuela en el Municipio Libertador al oeste del Distrito Metropolitano de Caracas y al centro norte del país sudamericano de Venezuela. Como parte de la Ciudad Universitaria de Caracas es patrimonio de la Humanidad de la Unesco desde el año 2000. Se trata de uno de los 5 espacios acuáticos que se encuentran en el lugar.
Fue diseñado con la forma de un mapa gigante de Venezuela. Destacan sus plantas flotantes como la especie Victoria Cruziana que se creía extinta en el país pero se conservó únicamente en este lugar pues fue reintroducida con la ayuda del Jardín Botánico de Múnich, o la Victoria amazónica, la Euryalex ferox, Nelumbo nucifera, o la Nymphaea Micrantha. Además existen allí peces multicolores y sus alrededores cuentan con diversa vegetación. Se ofrecen visitadas guiadas y recorridos supervisados por el personal del Instituto Botánico Doctor Tobías Lasser. Es posible ingresar en pequeños grupos con trajes especiales con una autorización previa.
Tiene vistas de la ciudad de Caracas que incluyen la autopista Francisco Fajardo y el Complejo de Torres de Parque Central. 
En el año 2012 fue iniciado el primer proceso de rehabilitación profunda del espacio desde el año 1990. Este contó con el apoyo de personal del lugar y de autoridades universitarias y municipales. Se removió una gran cantidad de sedimento que impedía el normal desarrollo de las especies de plantas que se encuentran en el sitio.

## Galería

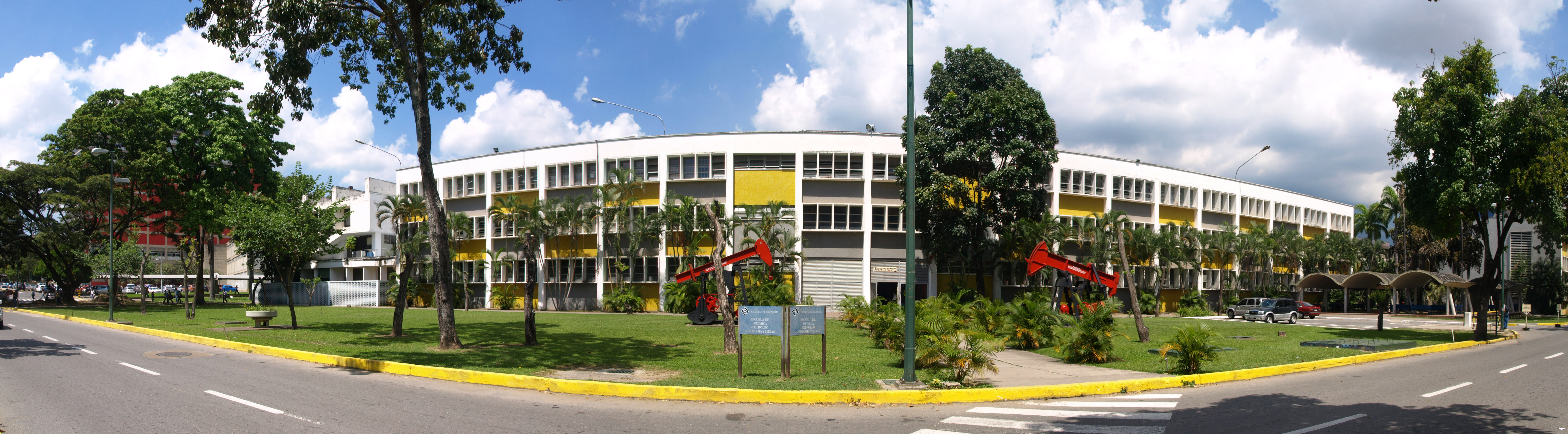
Faculdad de Ingeniería de la UCV
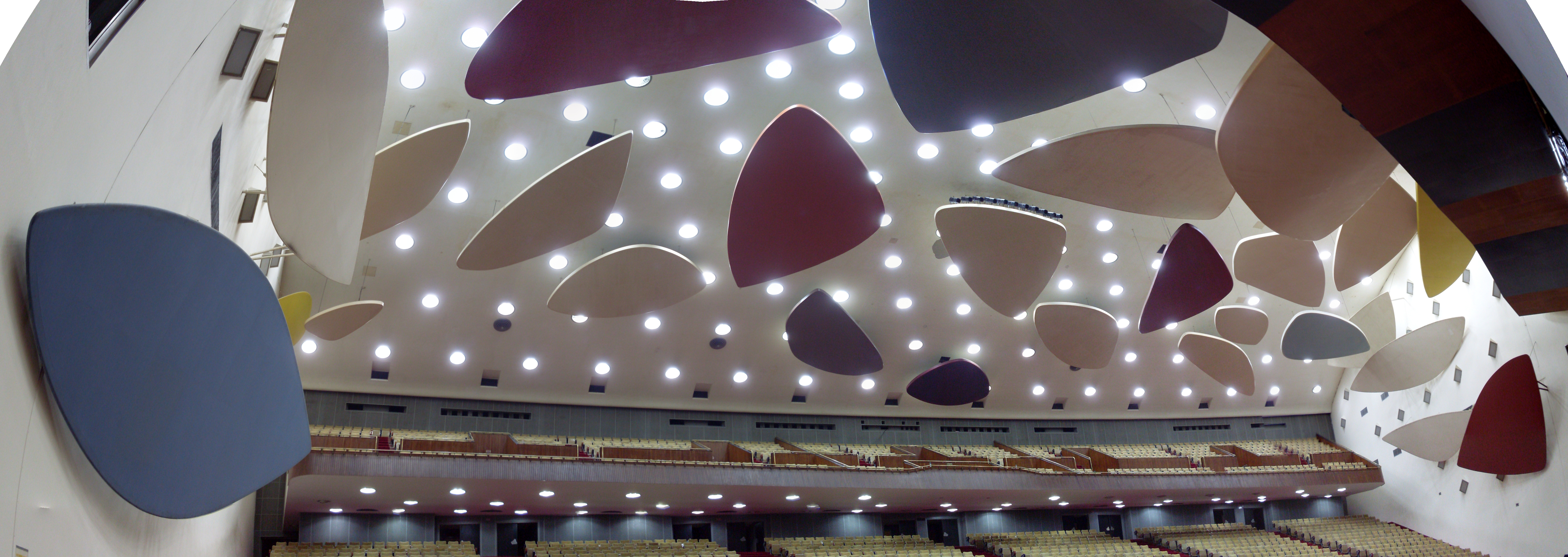
Aula Magna de la UCV
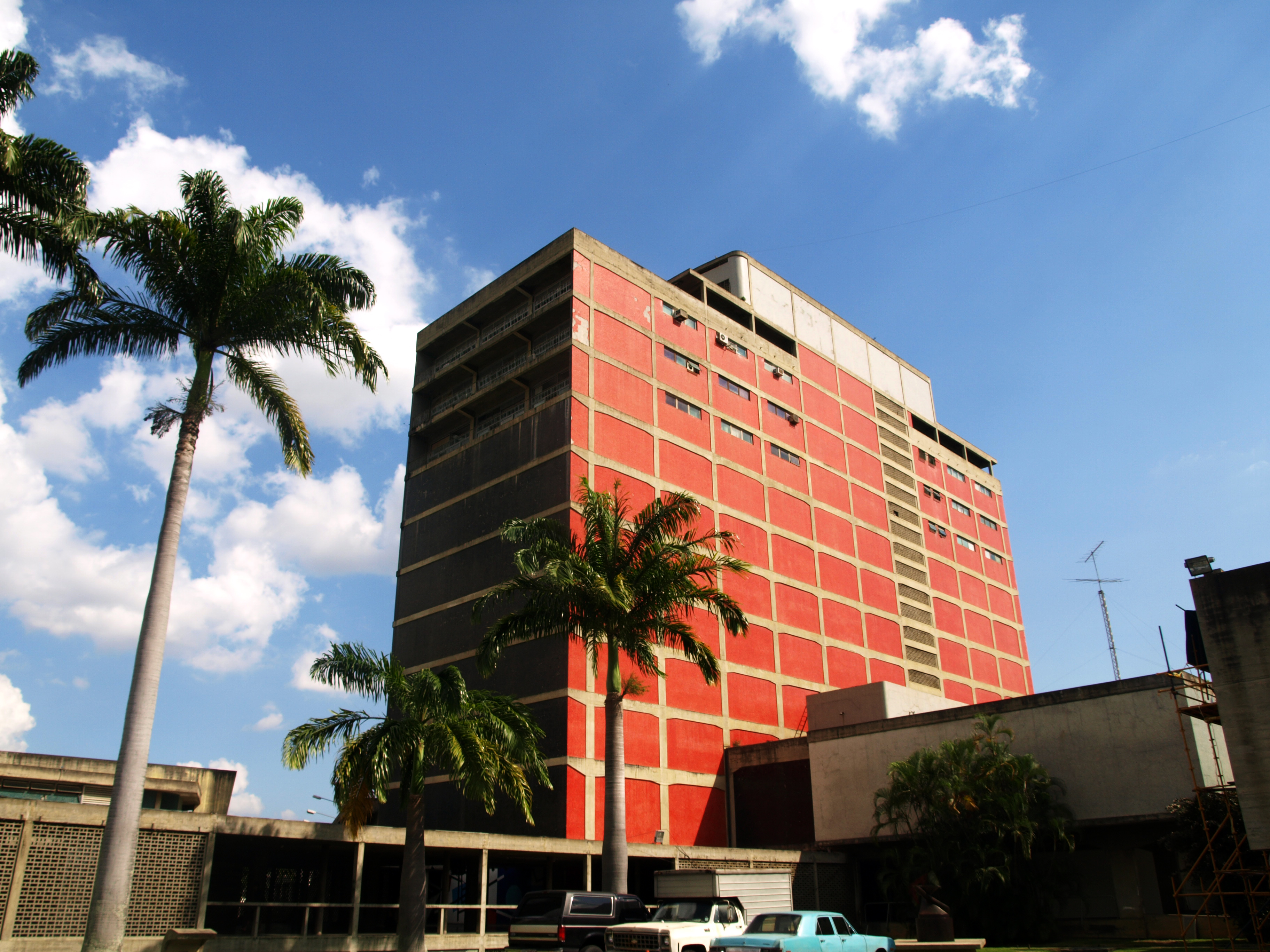
Biblioteca Central de la UCV
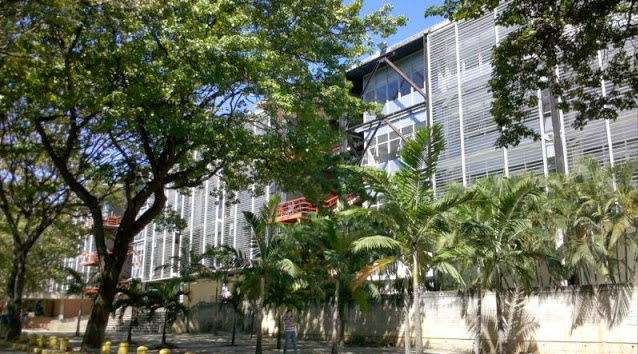
Escuela de Administración y Contaduría, EAC de la Facultad de Ciencias económicas y sociales.
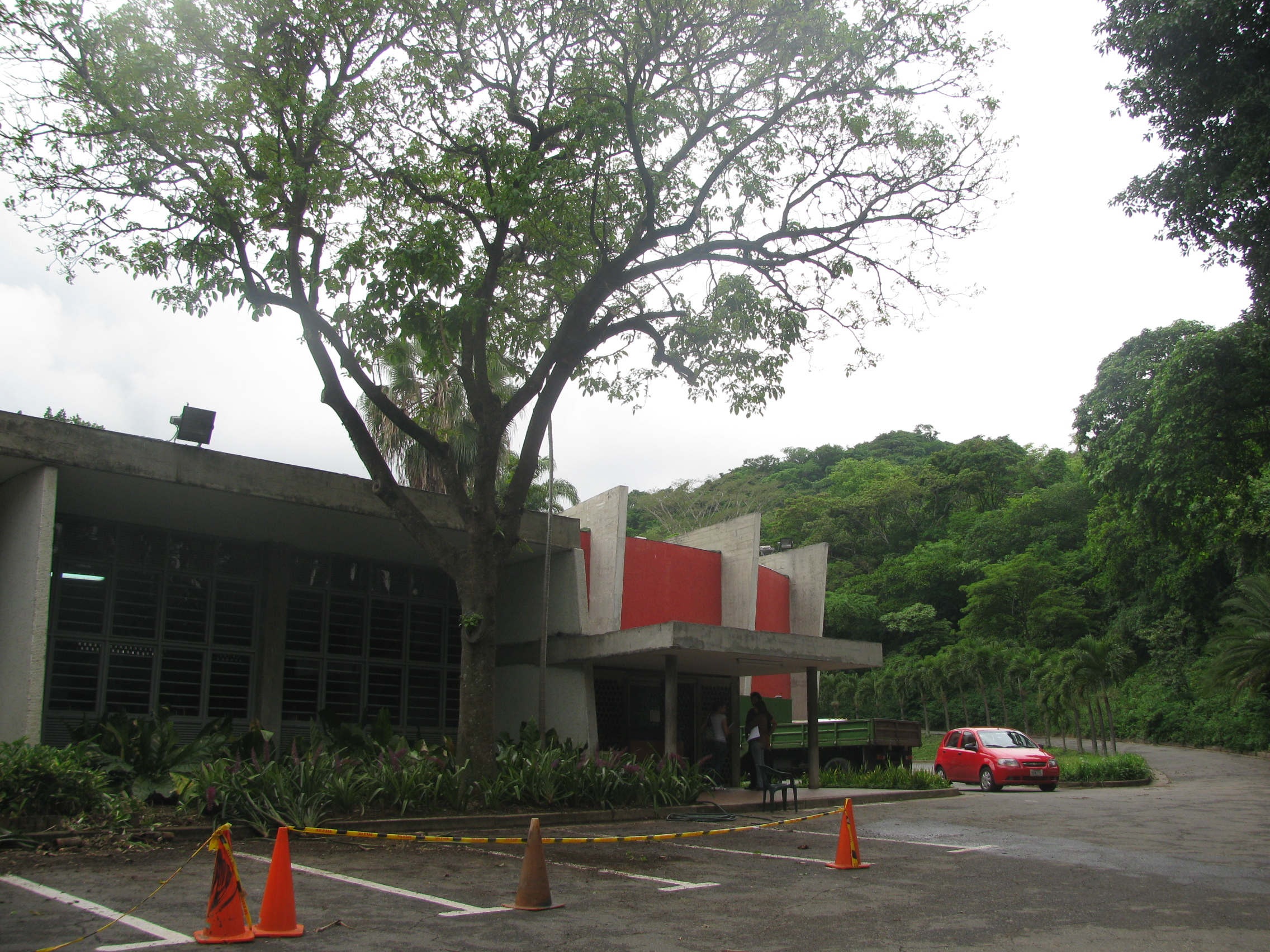
Escuela de Botánica
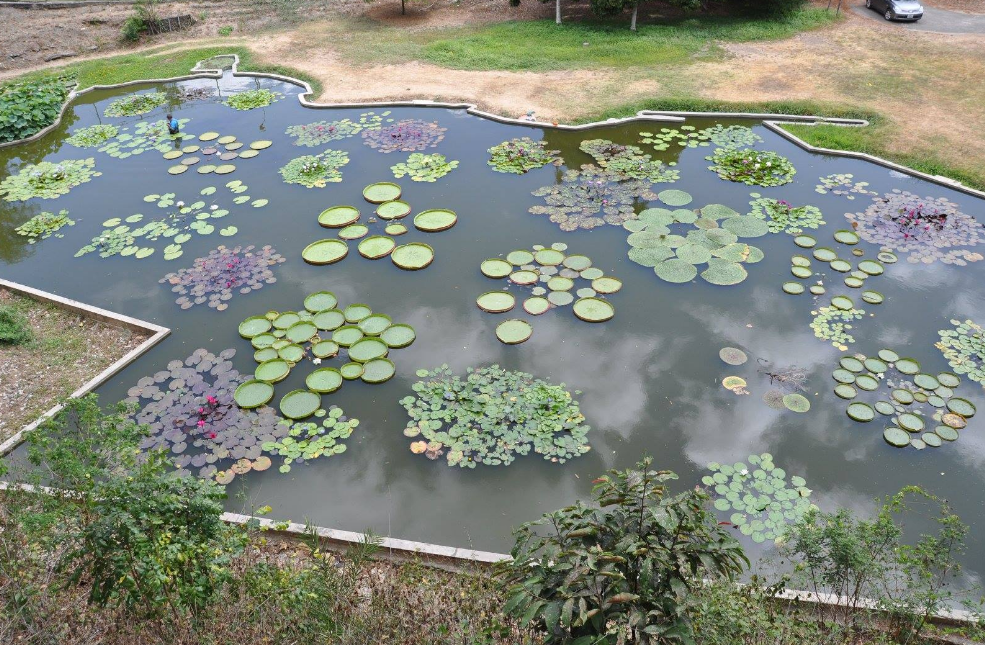
Laguna Venezuela
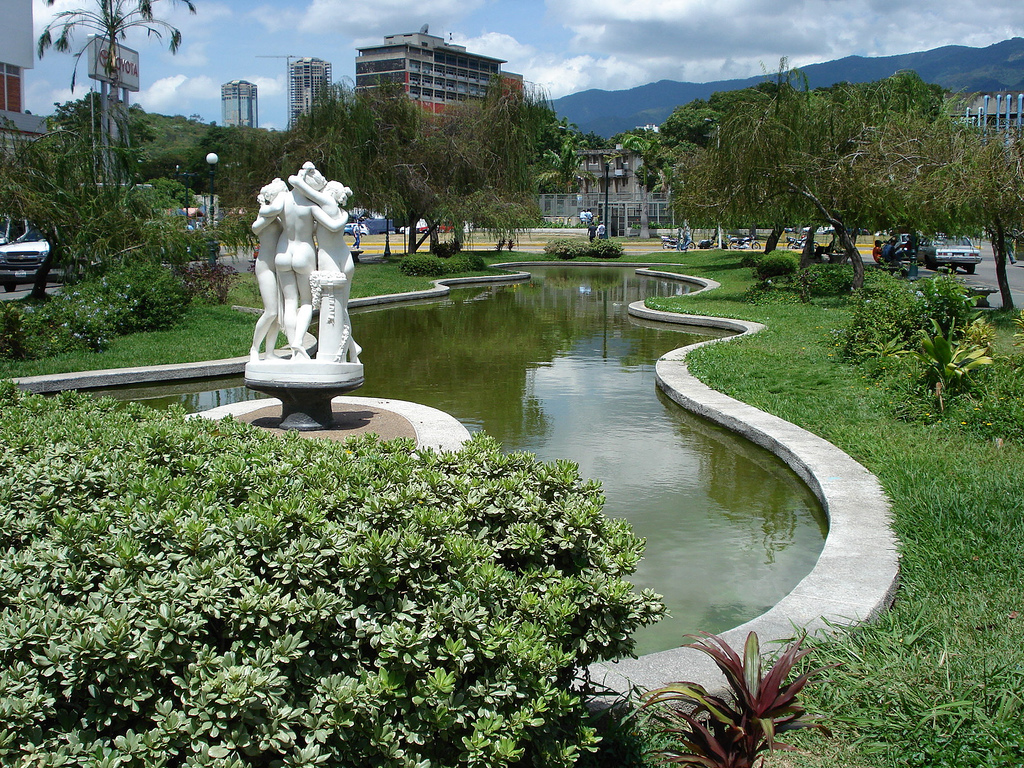
Vista panorámica desde Las Tres Gracias.
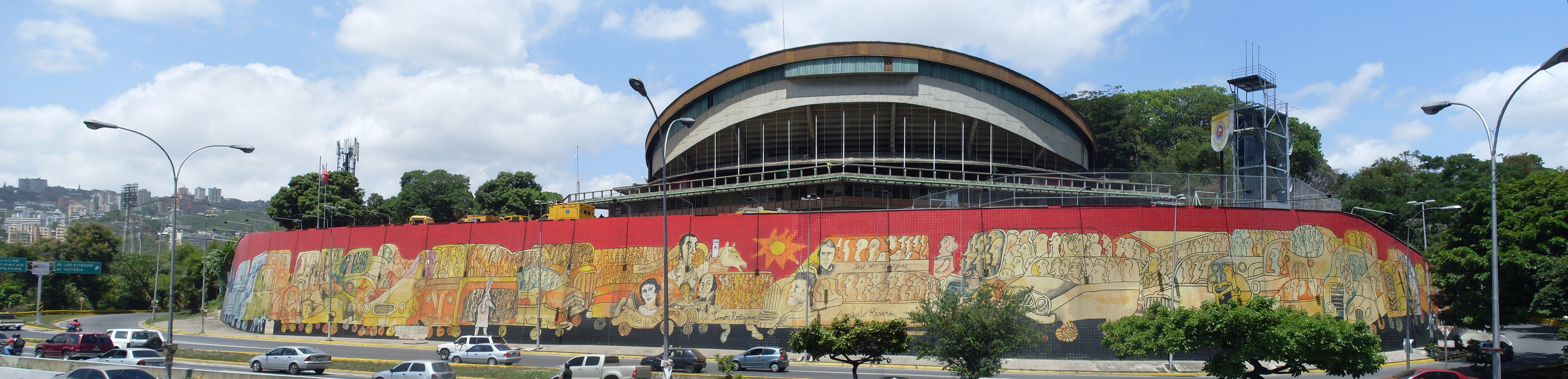
Mural de Pedro León Zapata desde la Autopista Francisco Fajardo.
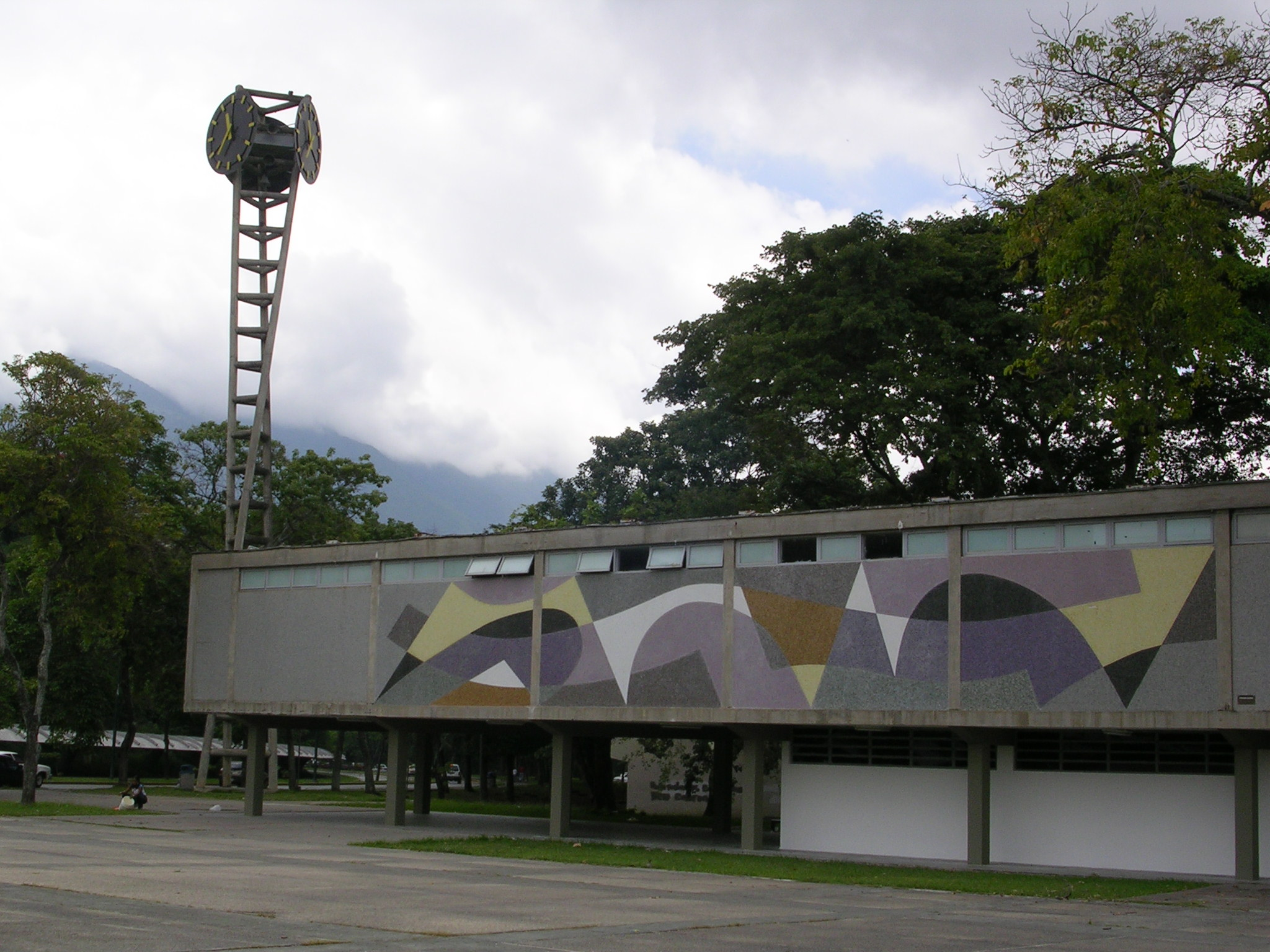
Plaza del Rectorado de la UCV
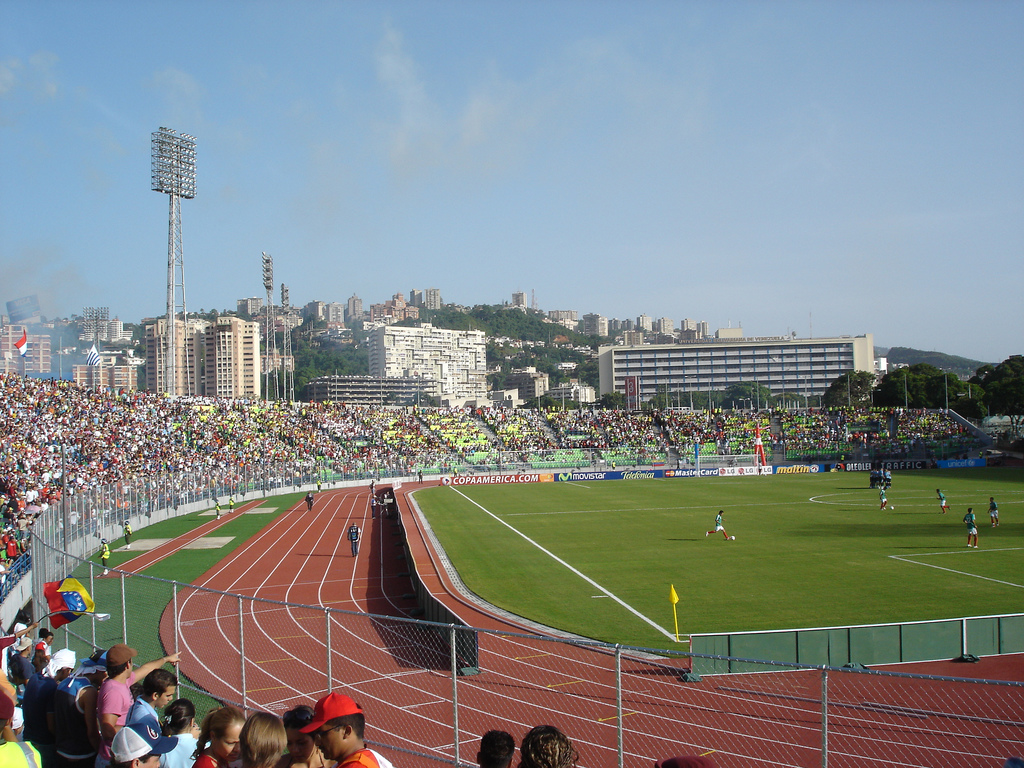
Estadio Olímpico
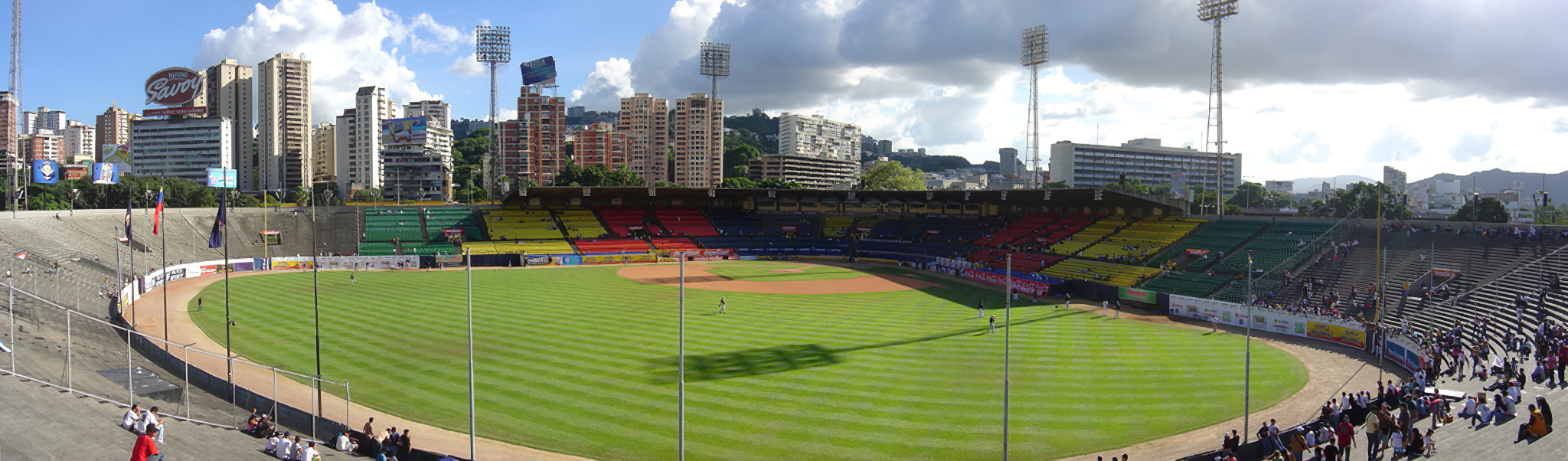
Estadio Universitario (UCV)
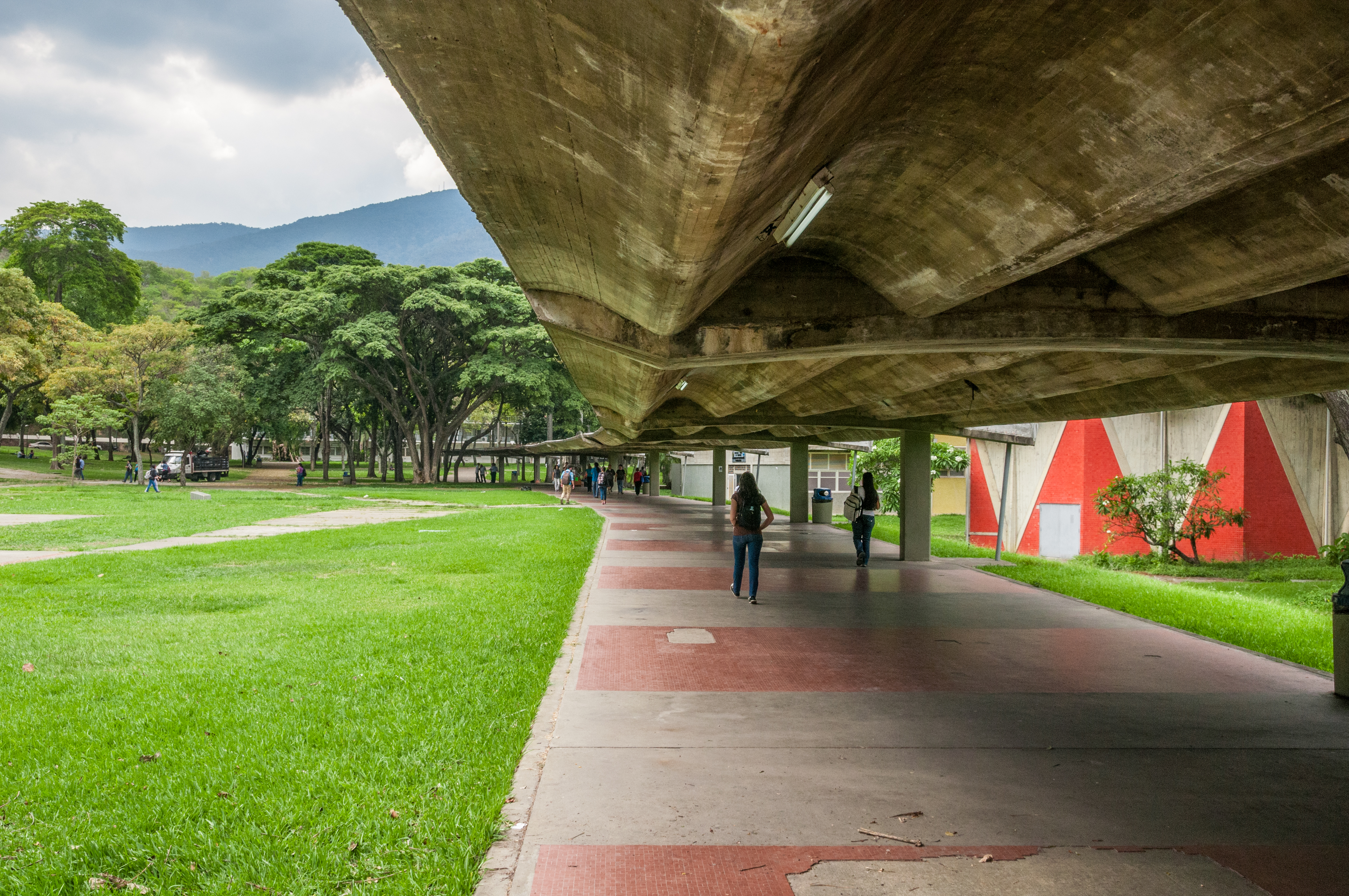
Pasillos cubiertos de la Ciudad Universitaria de Caracas.
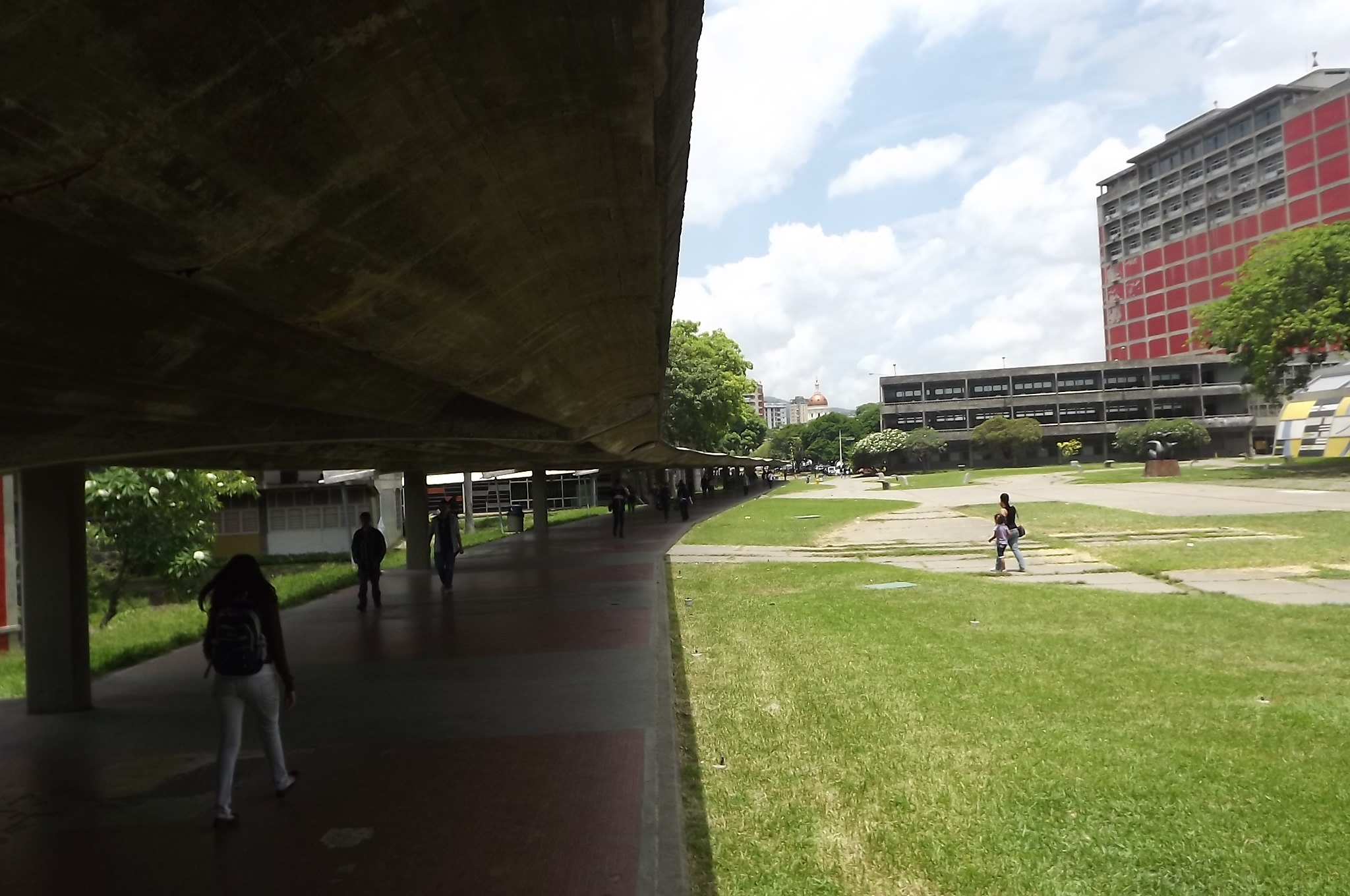
Pasillo de Educación, adyacente la Tierra de Nadie.
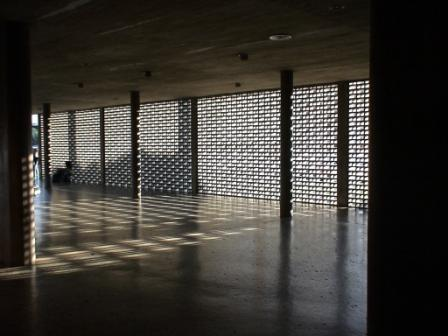
Pasillos de la Plaza Cubierta.
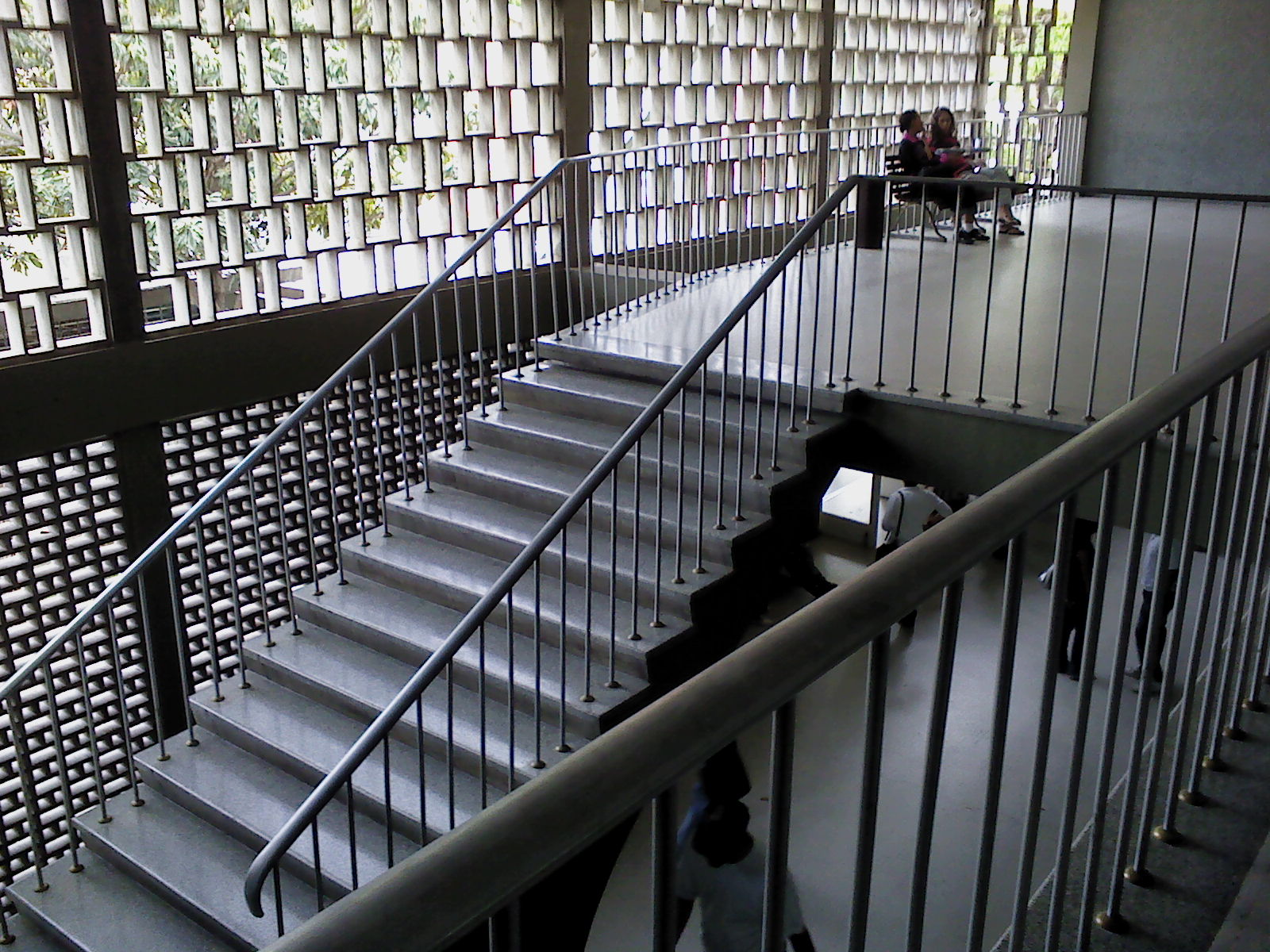
Facultad de Humanidades y Educación
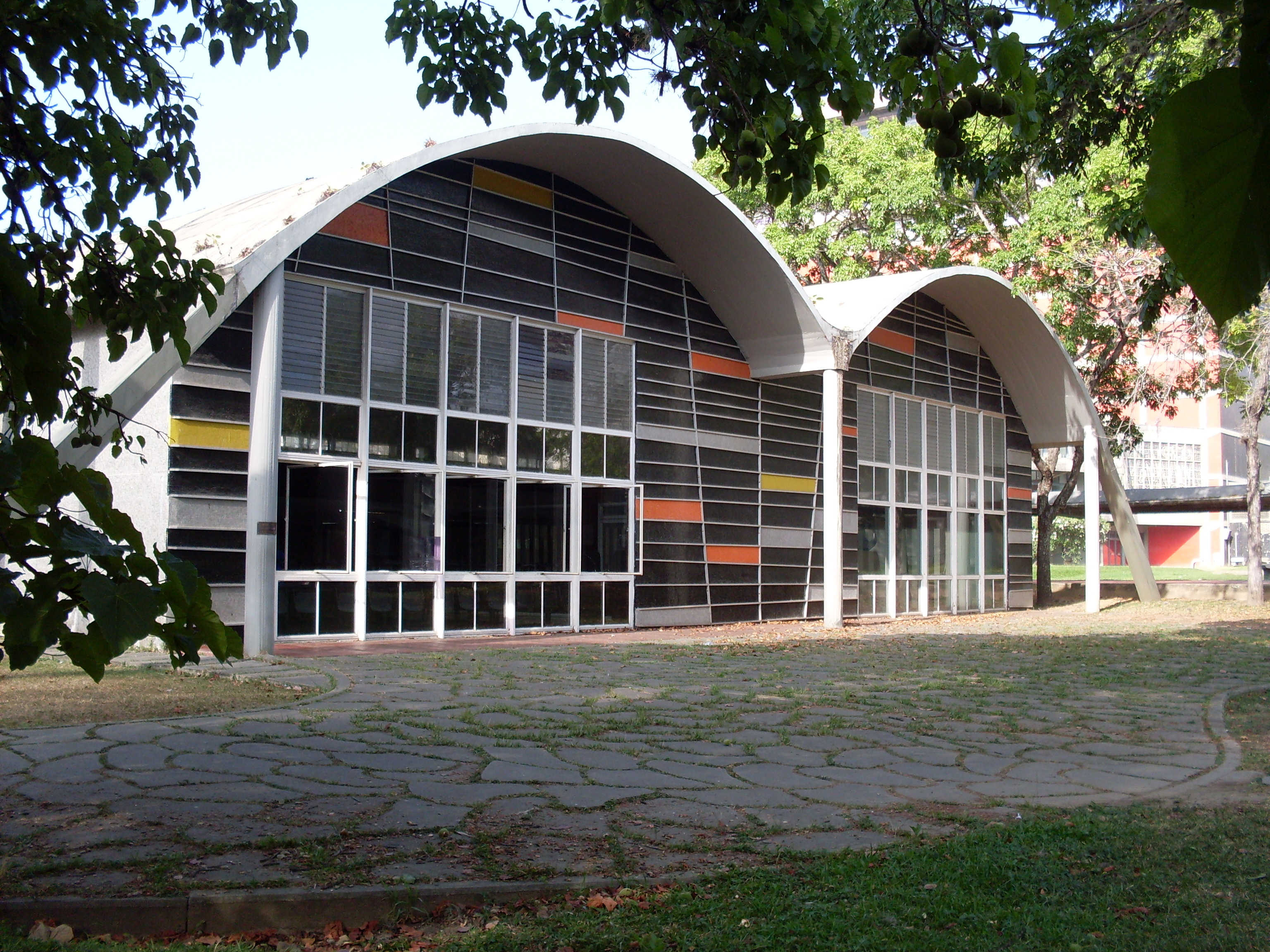
Biblioteca de la facultad de Ingeniería
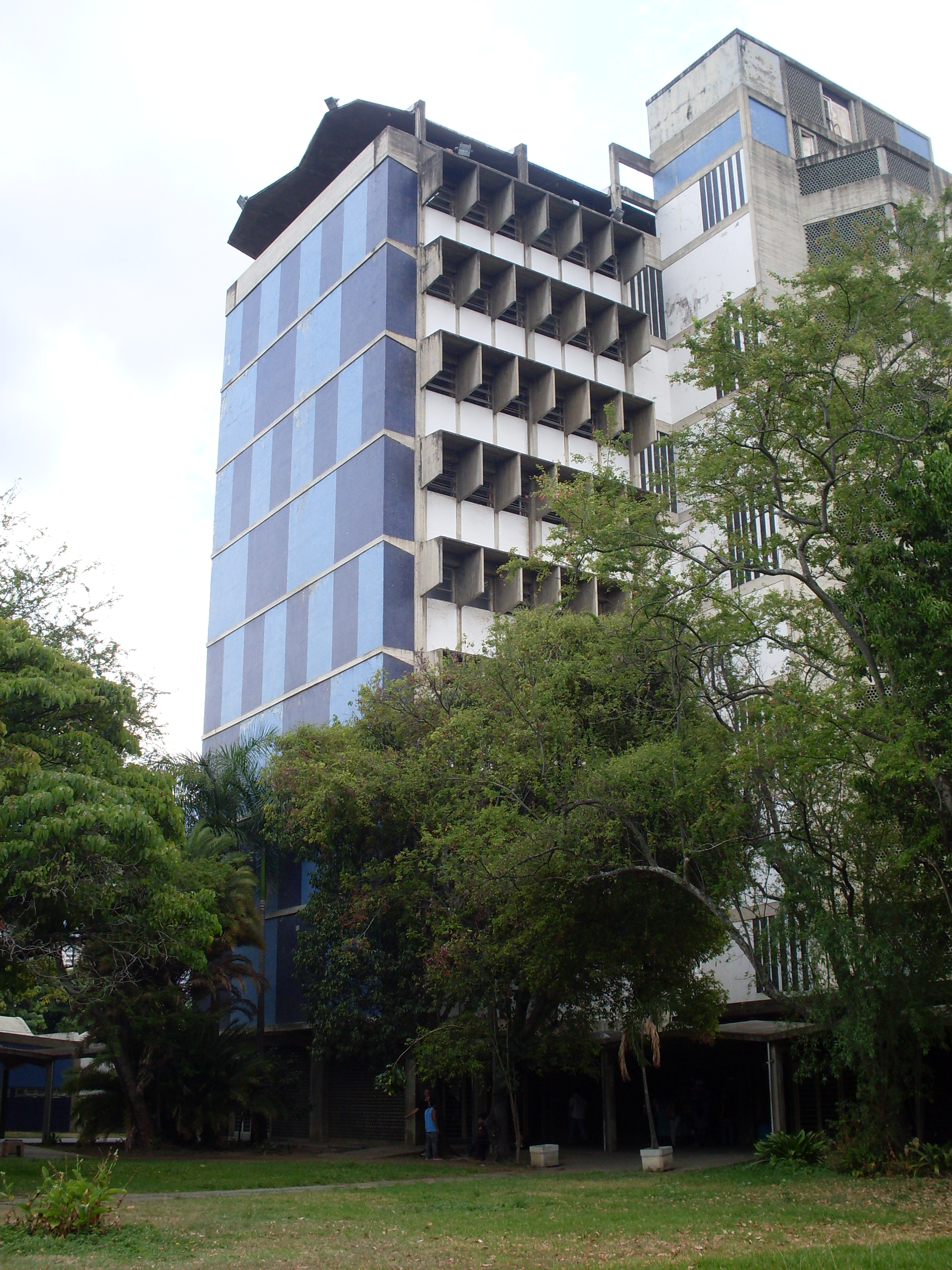
Facultad de Arquitectura y Urbanismo
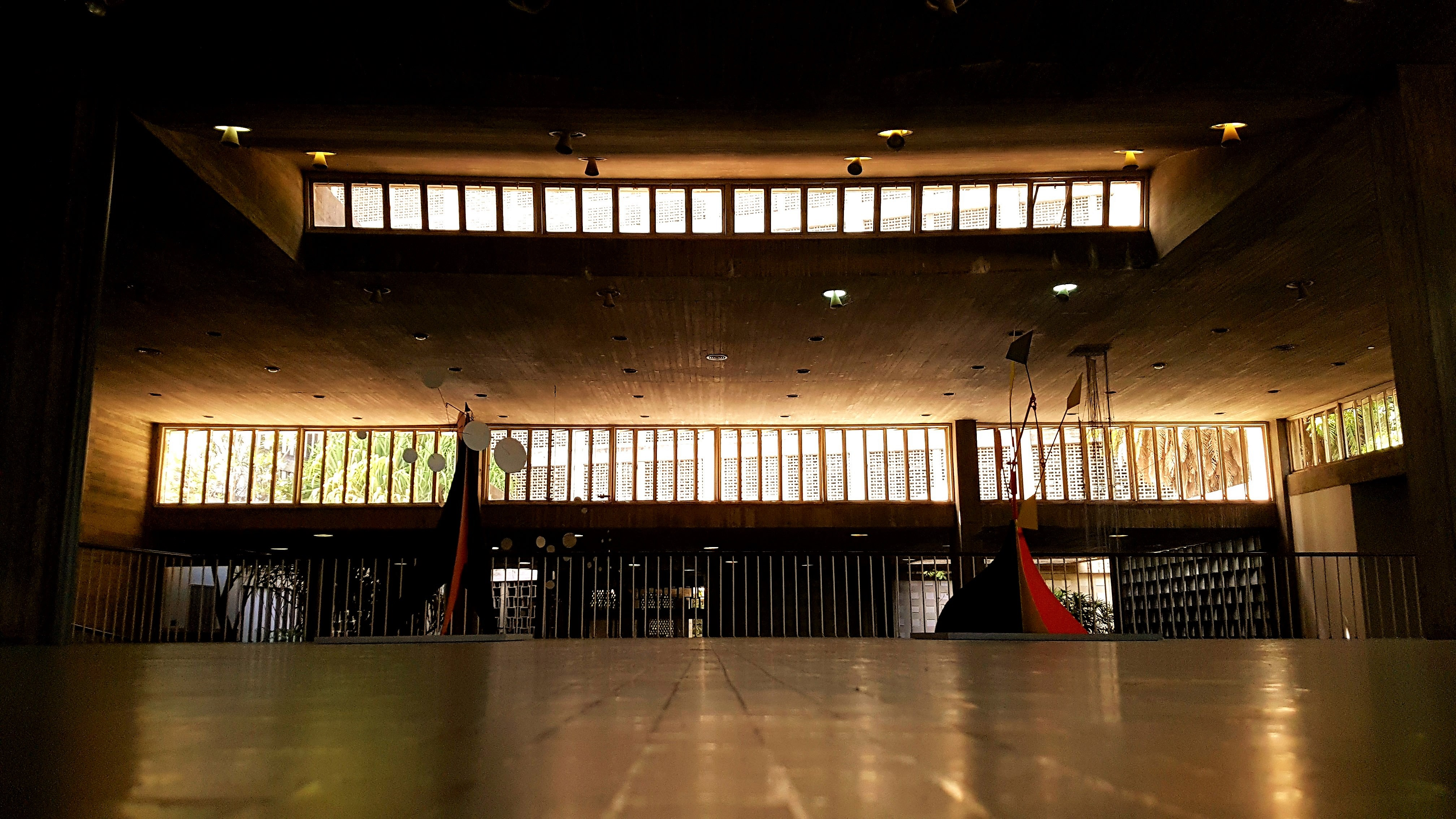
FAU, Ciudad Universitaria de Caracas
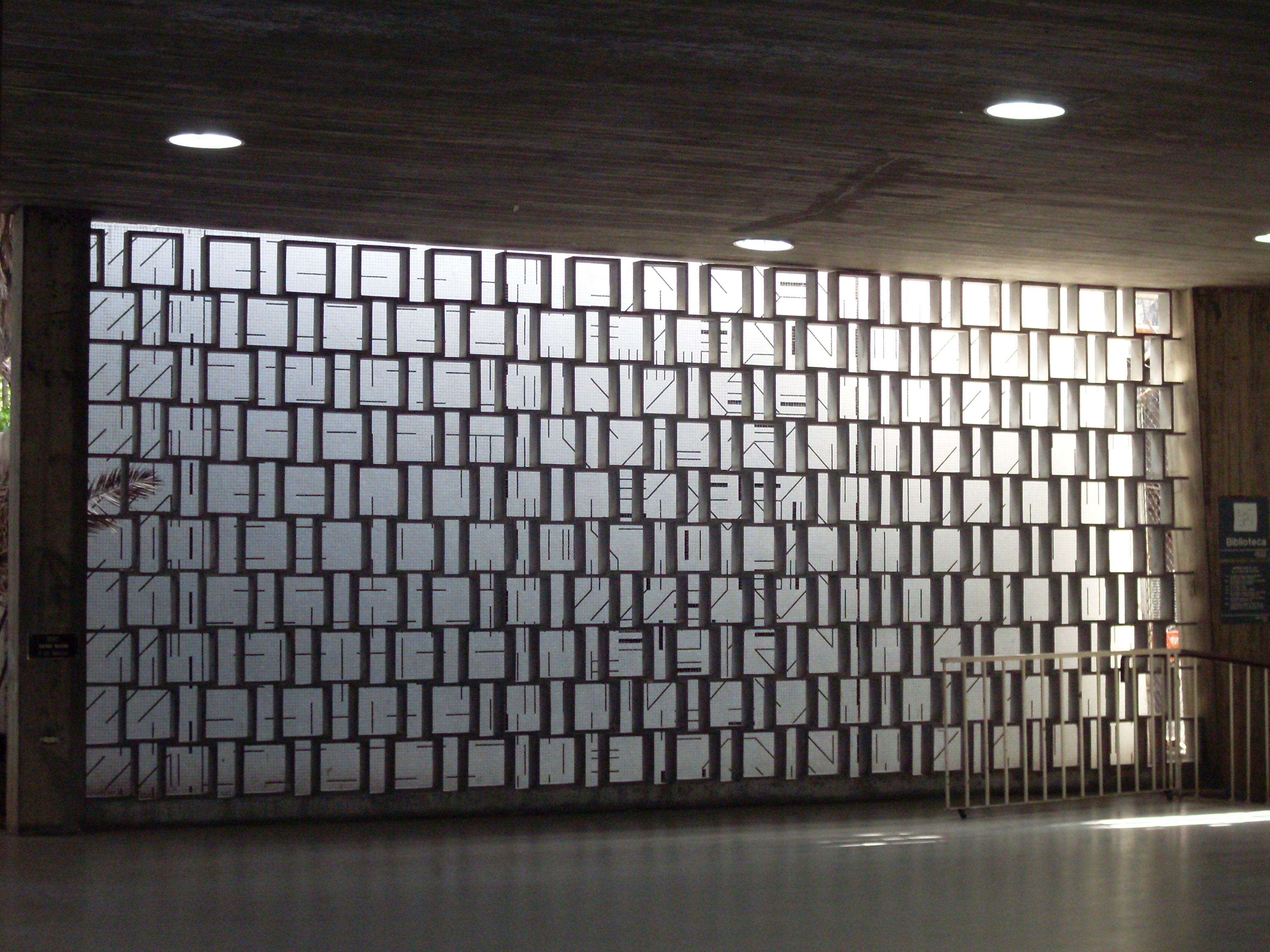
Mural de Víctor Valera, Edificio de la Facultad de Arquitectura y Urbanismo. Planta baja, al lado de la rampa de acceso a la Biblioteca.
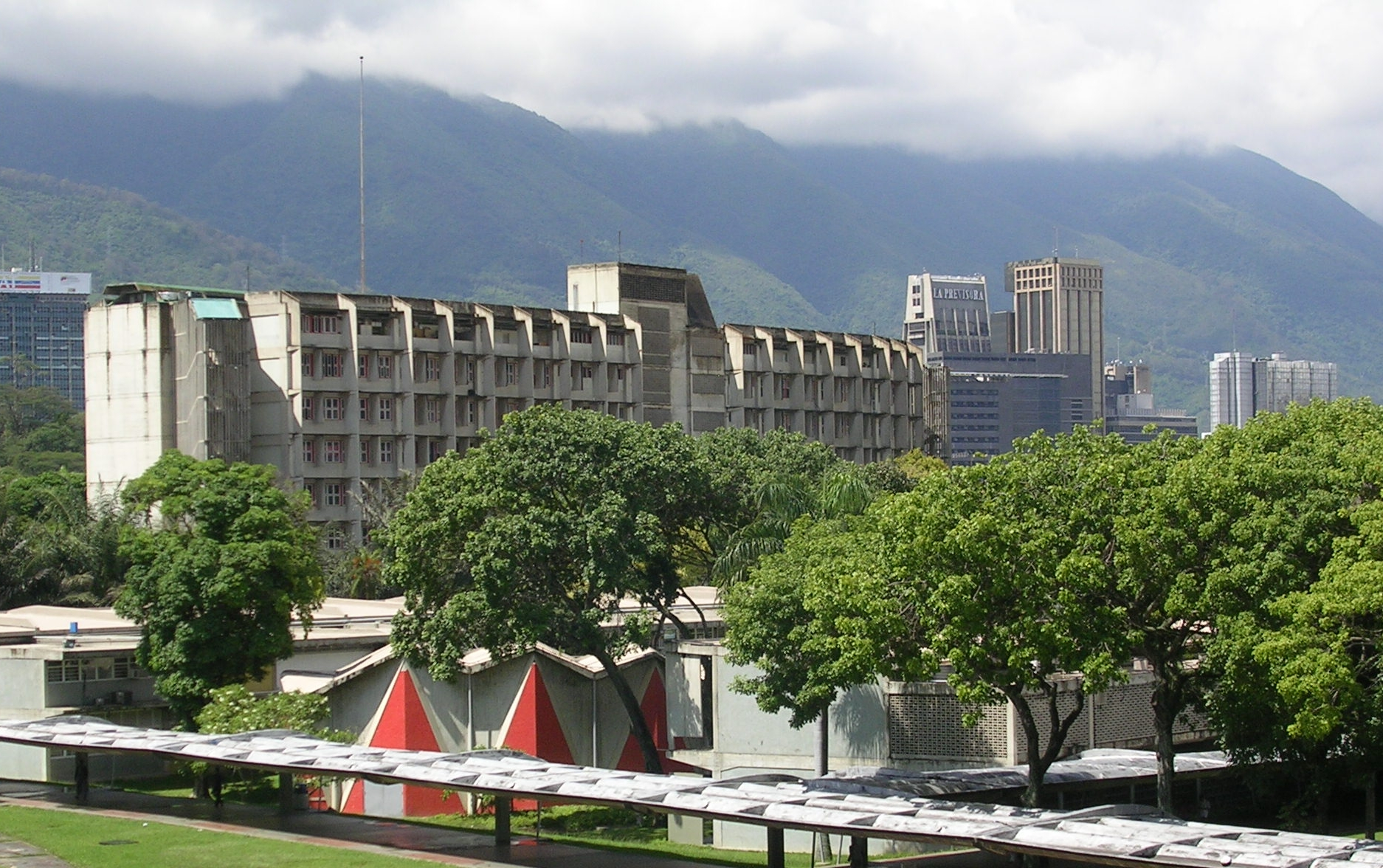
Facultad de Ciencias Económicas y Sociales
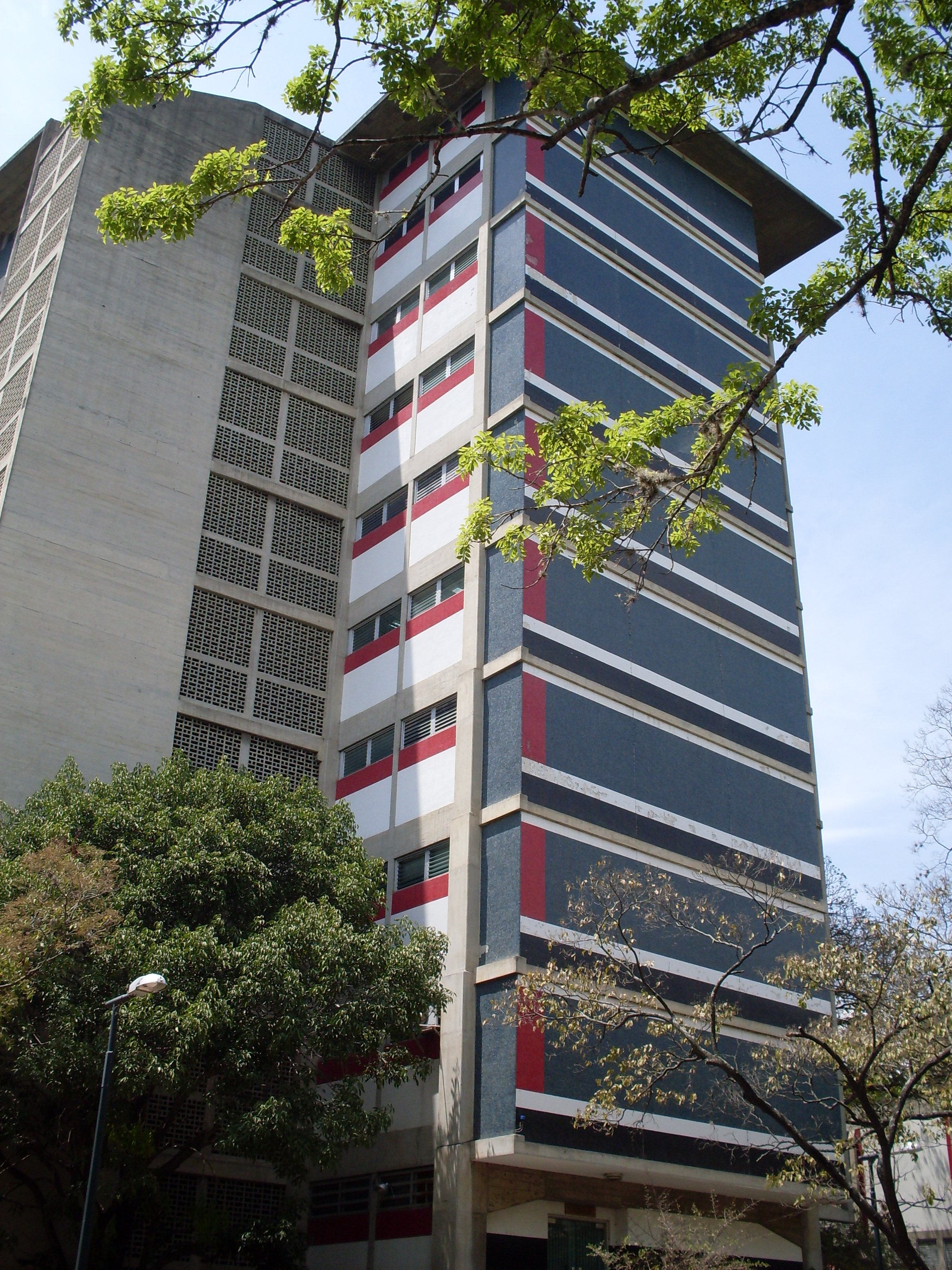
Facultad de Odontología
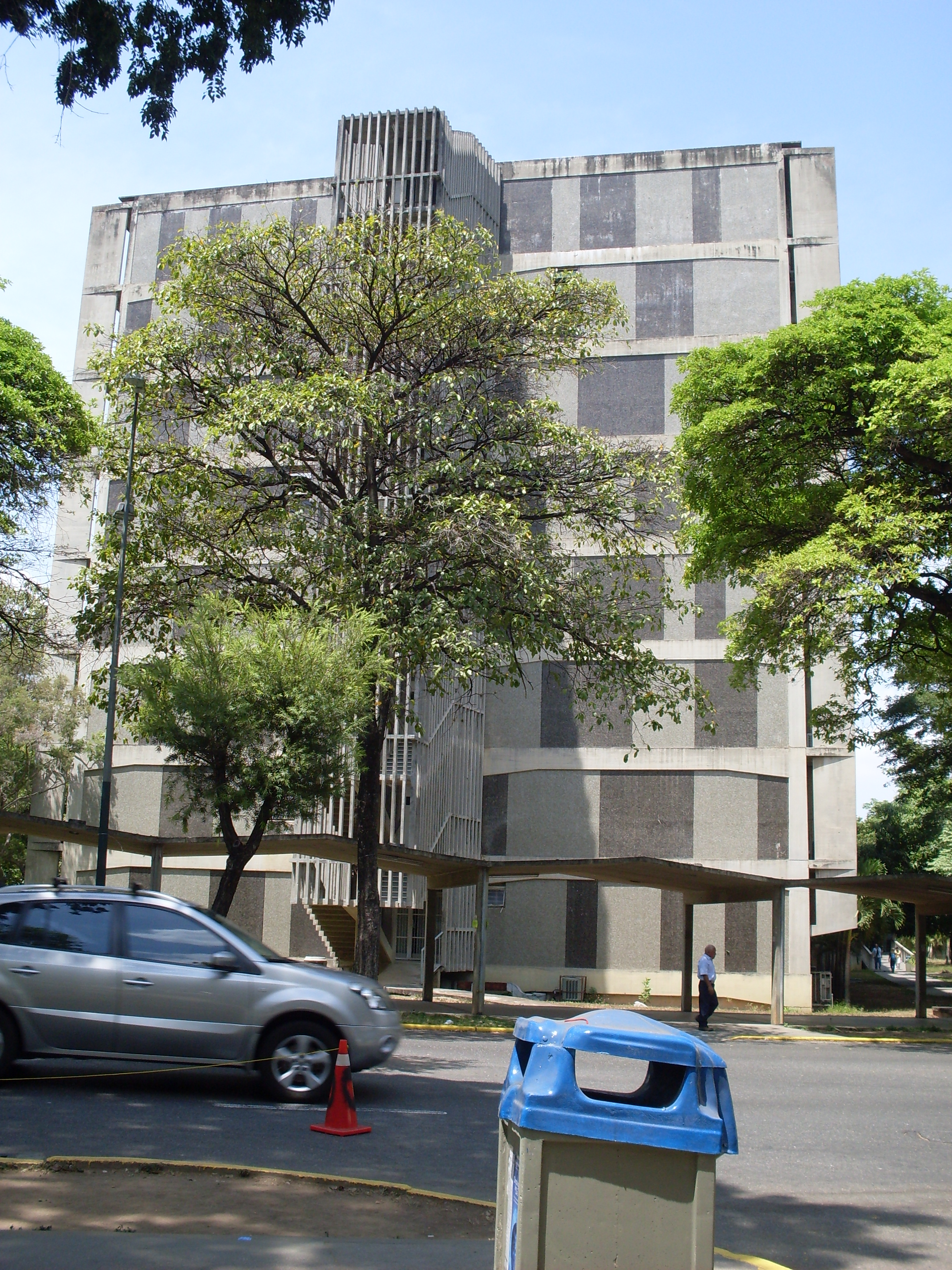
Facultad de Farmacia
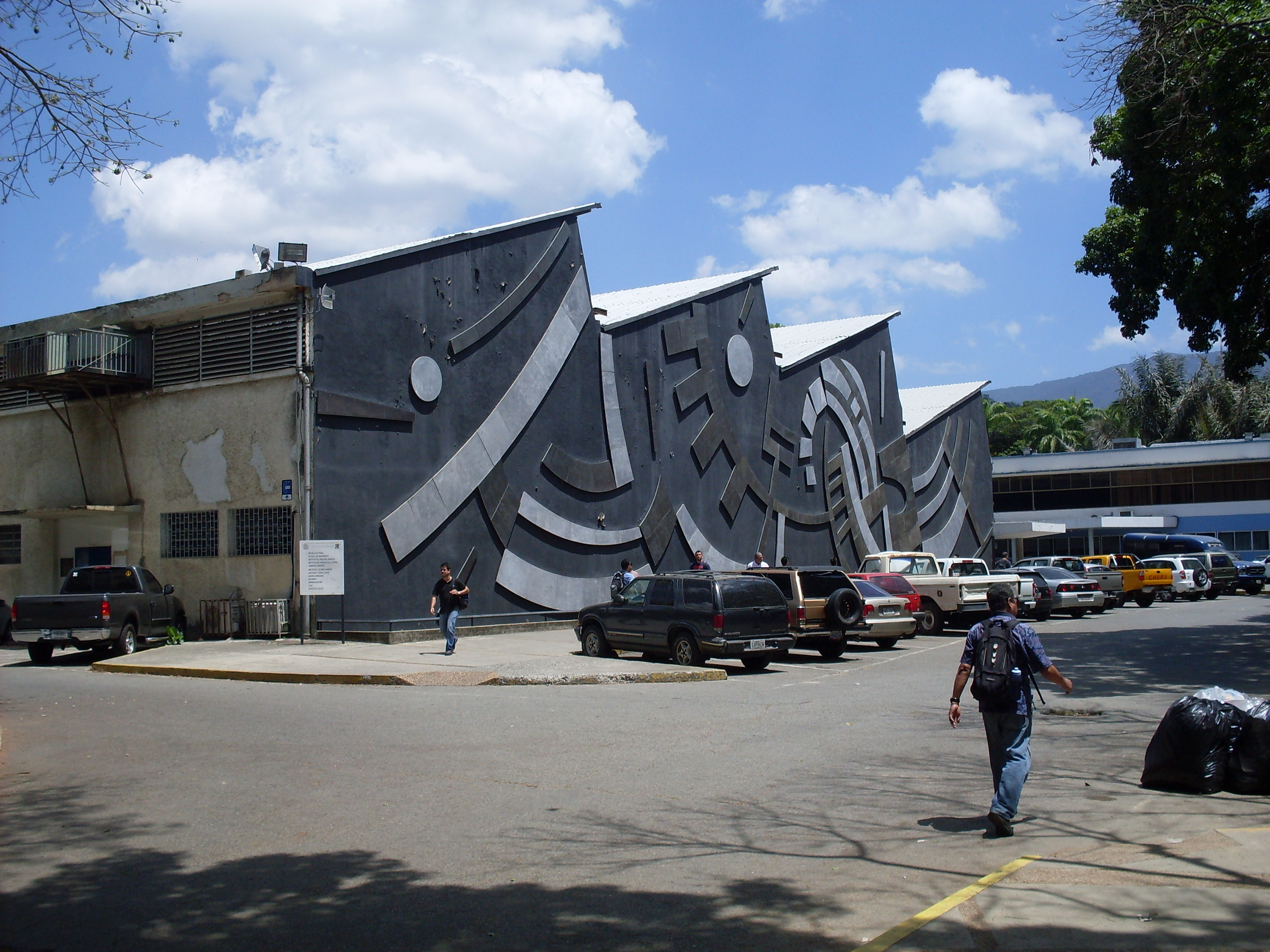
Facultad de Ciencias
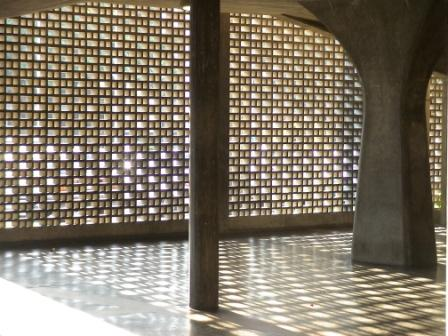
Detalle de los pasillos de la Plaza Cubierta
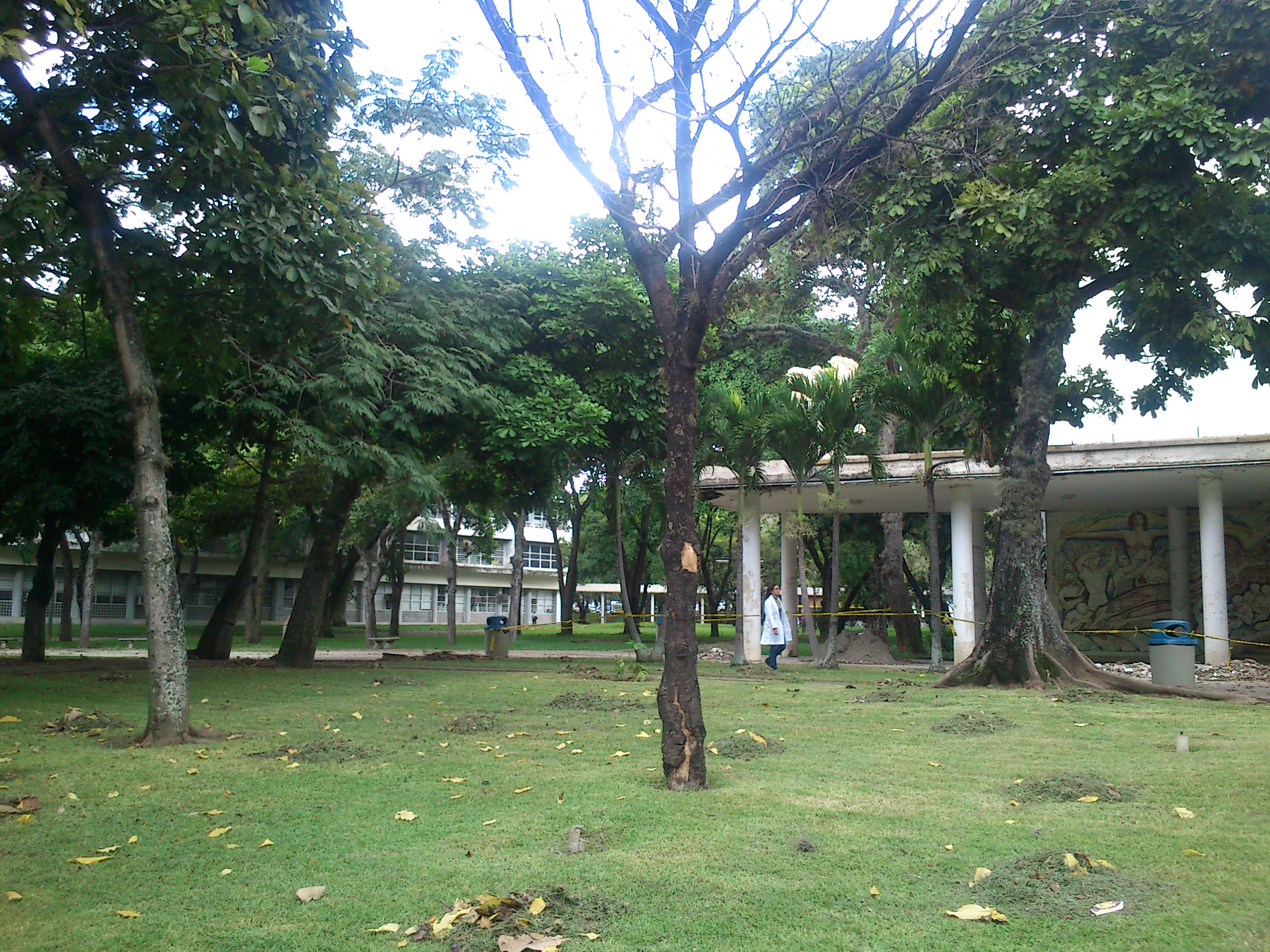
Instituto Anotómico
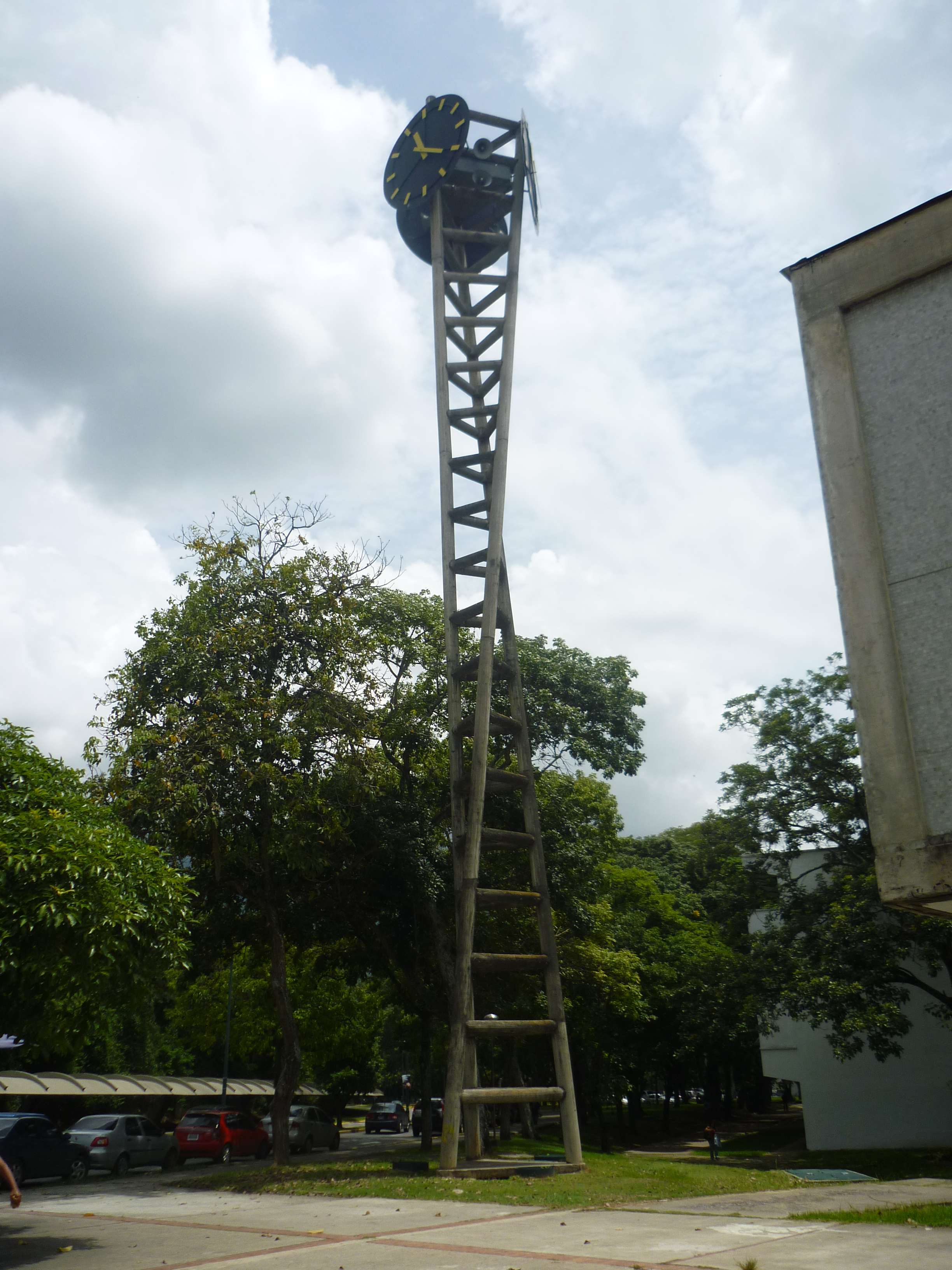
El Reloj desde Plaza del Rectorado
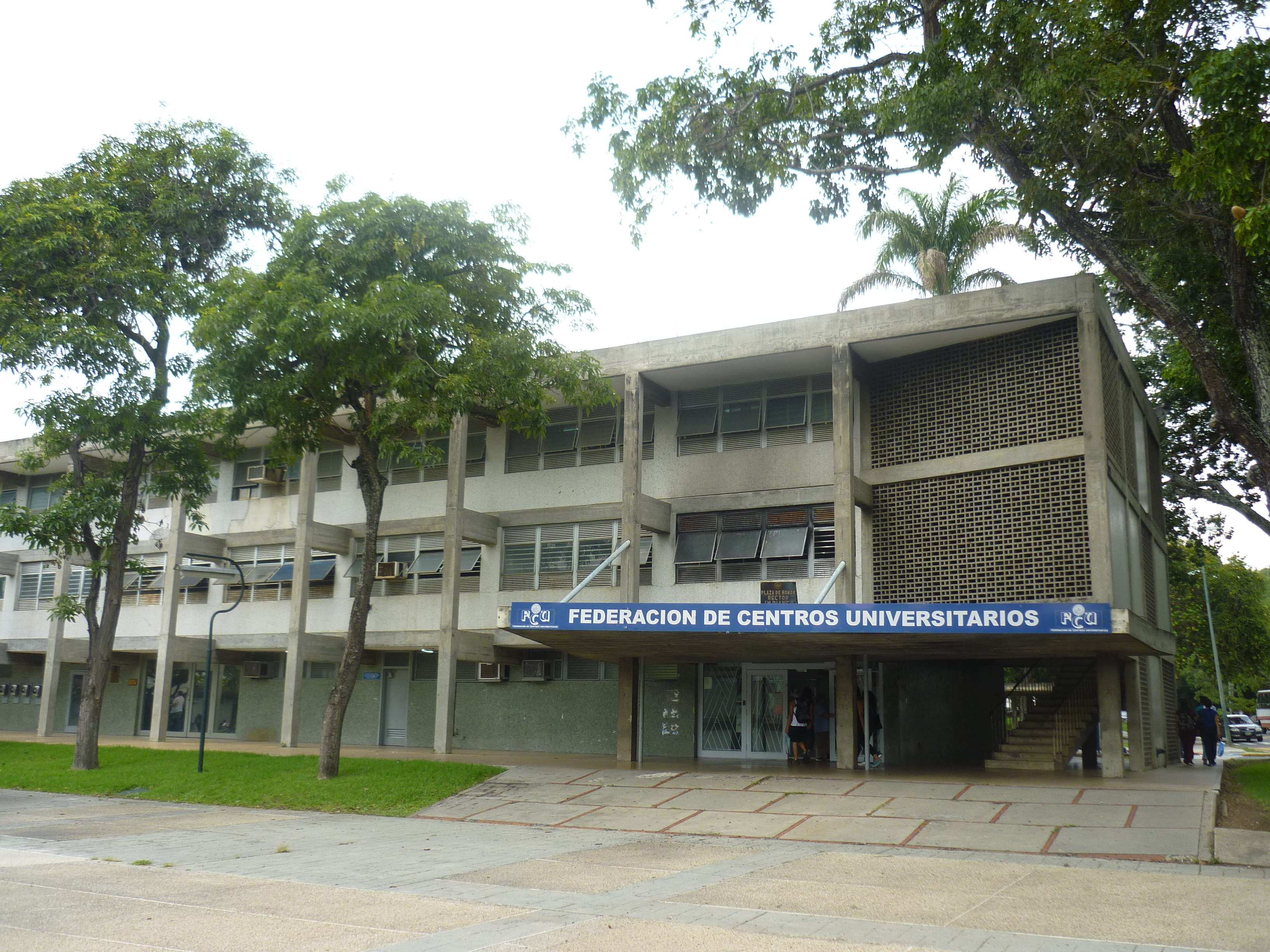
Sede de la FCU
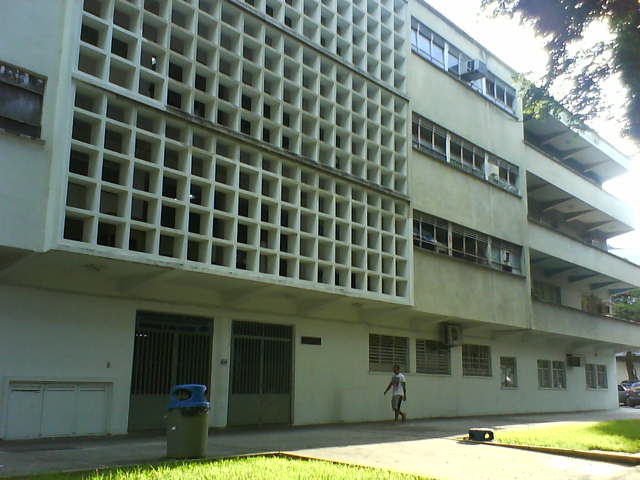
Escuela de Artes
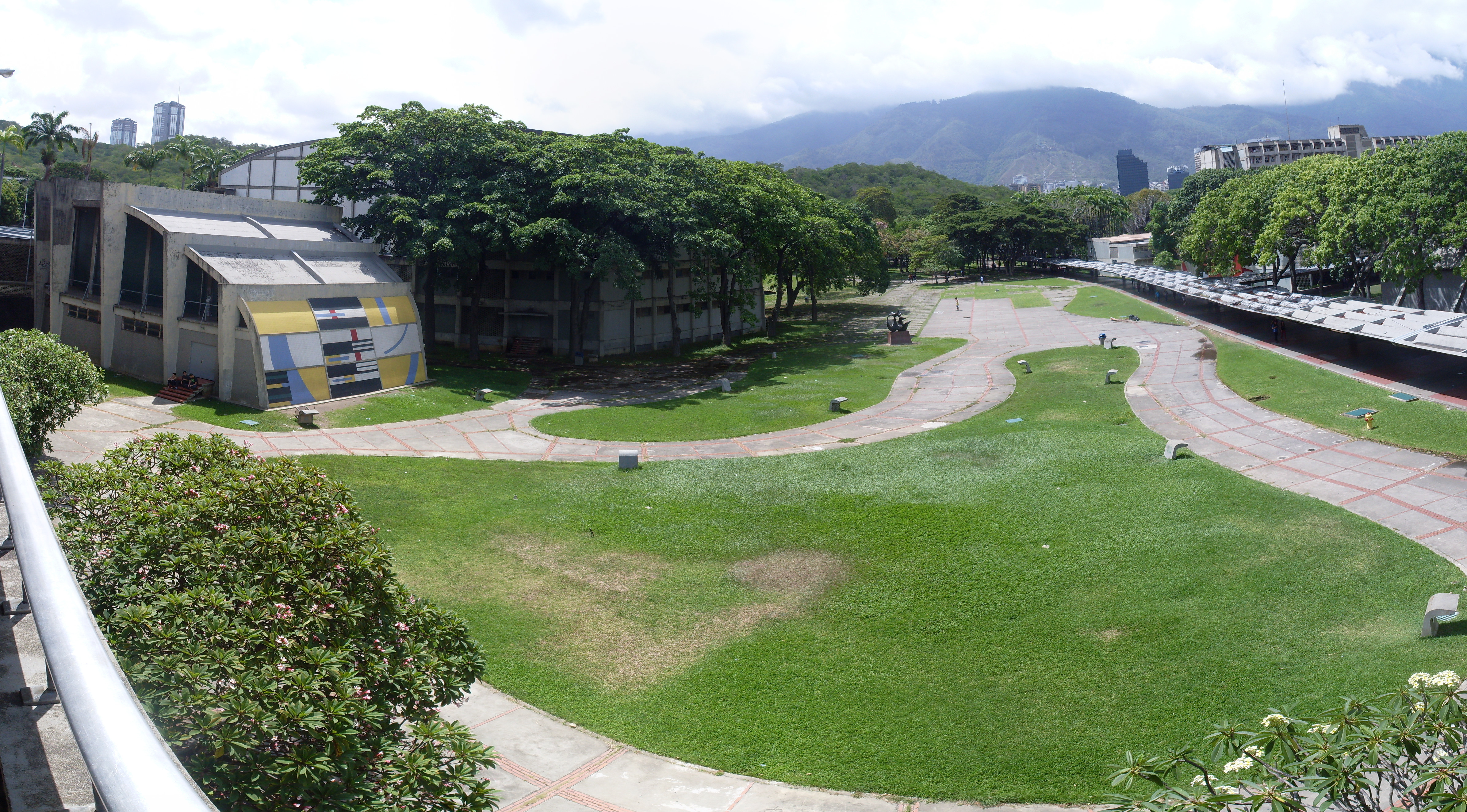
Tierra de Nadie
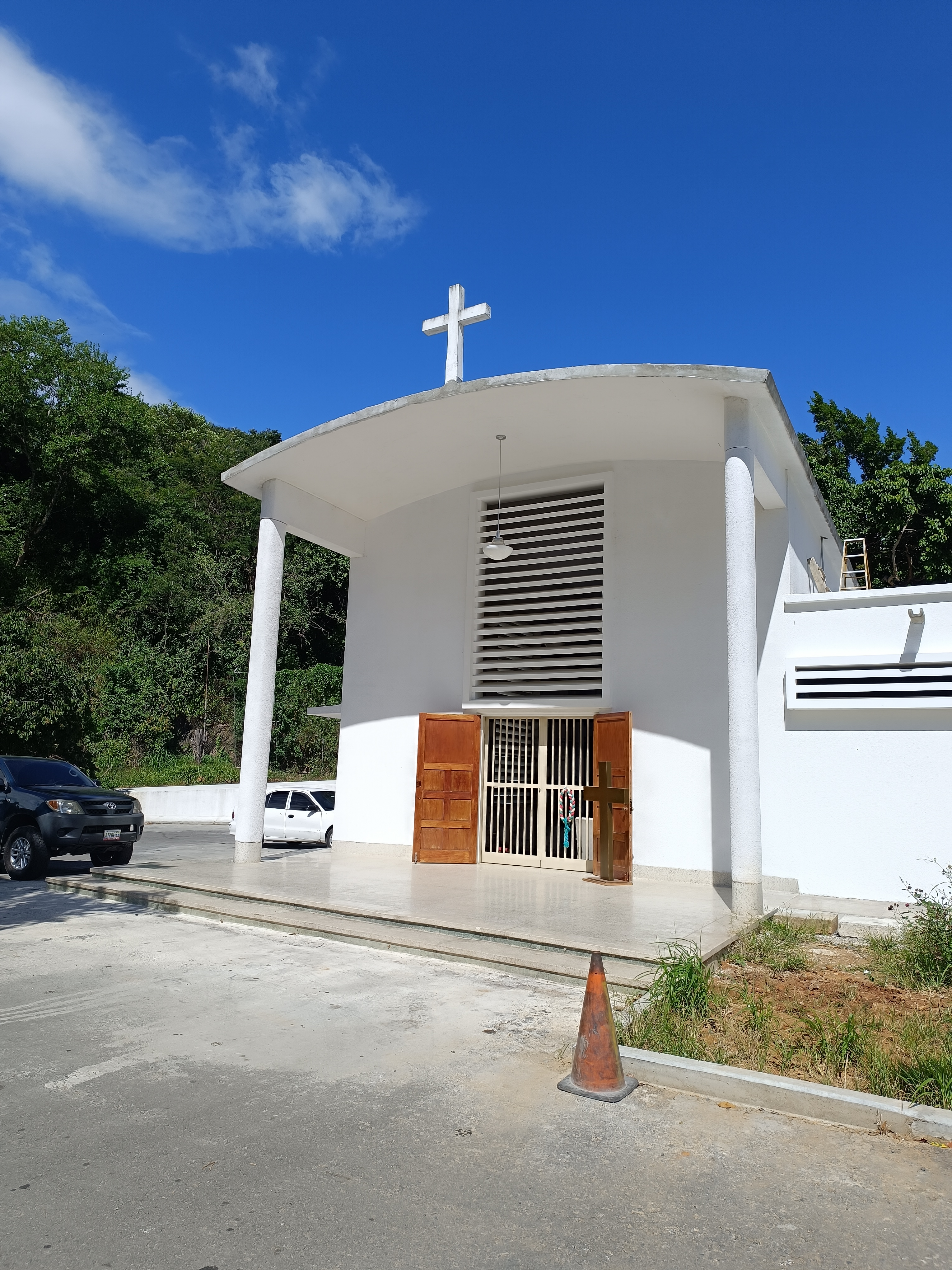
Capilla del Hospital Clínico Universitario (Universidad Central de Venezuela-UCV)
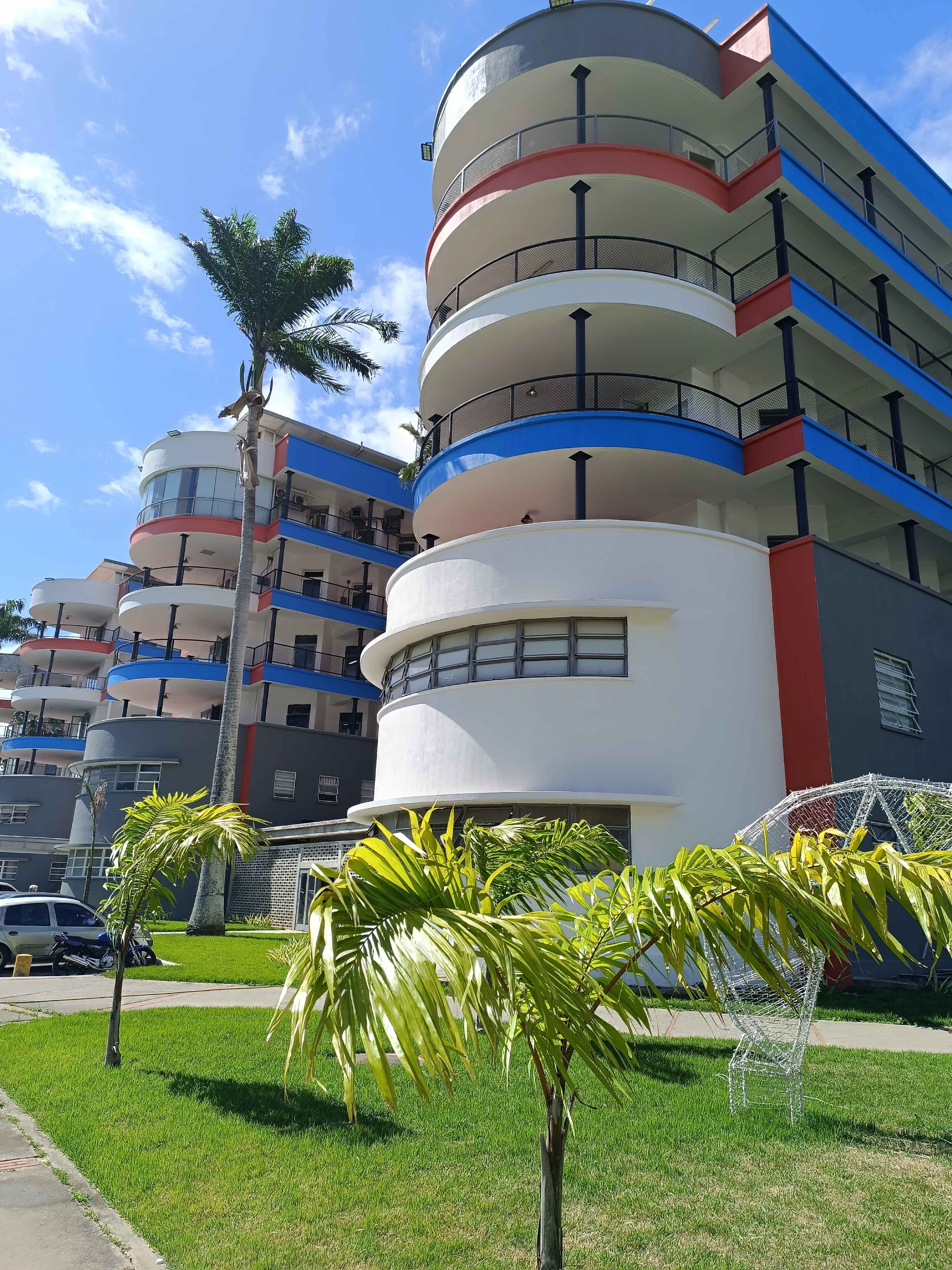
Jardines del Hospital Universitario de Caracas también llamado Hospital Clínico de la UCV
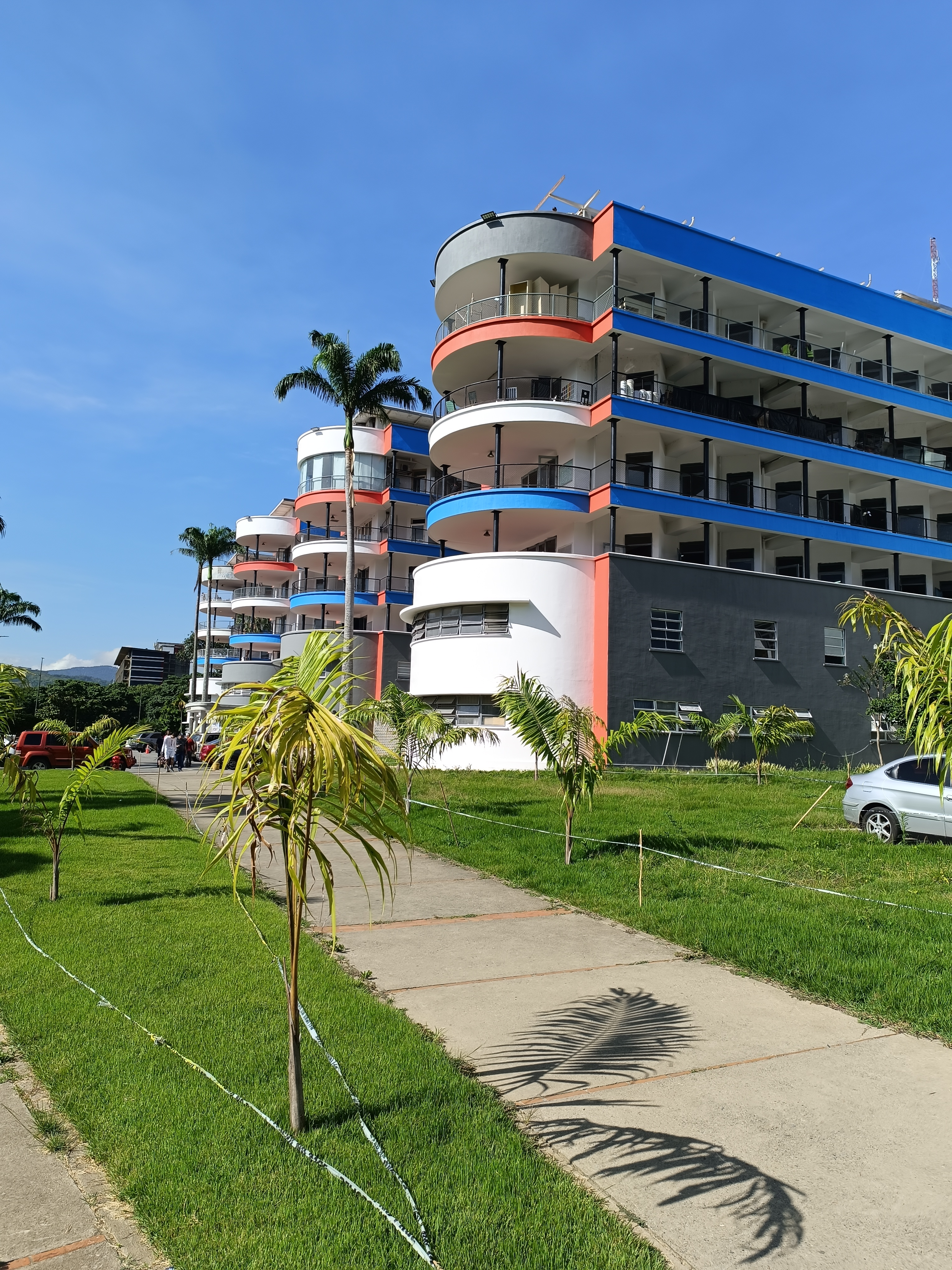
Hospital de la Universidad Central de Venezuela
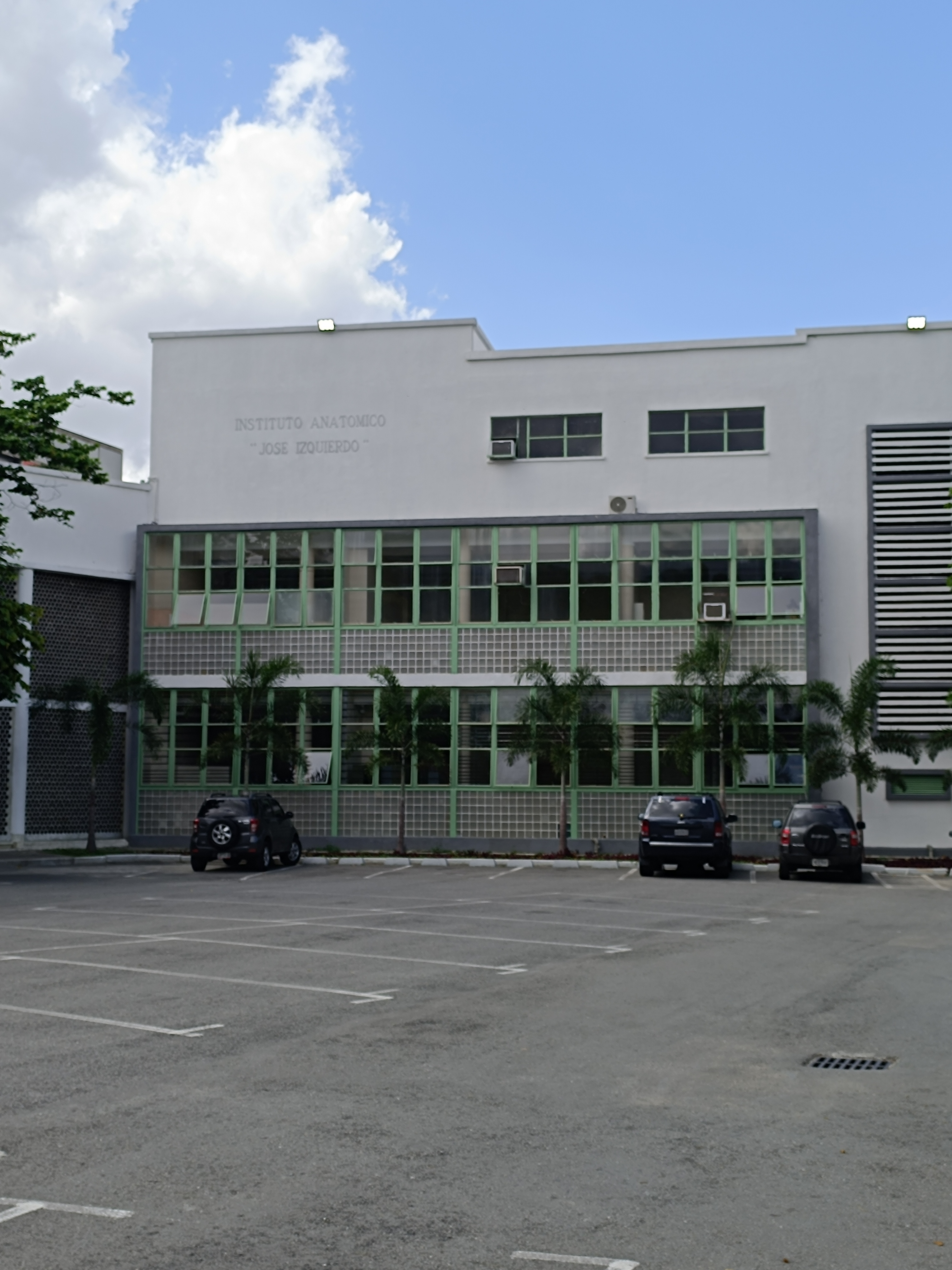
Instituto Anatómico José Izquierdo, Facultad de Medicina, UCV
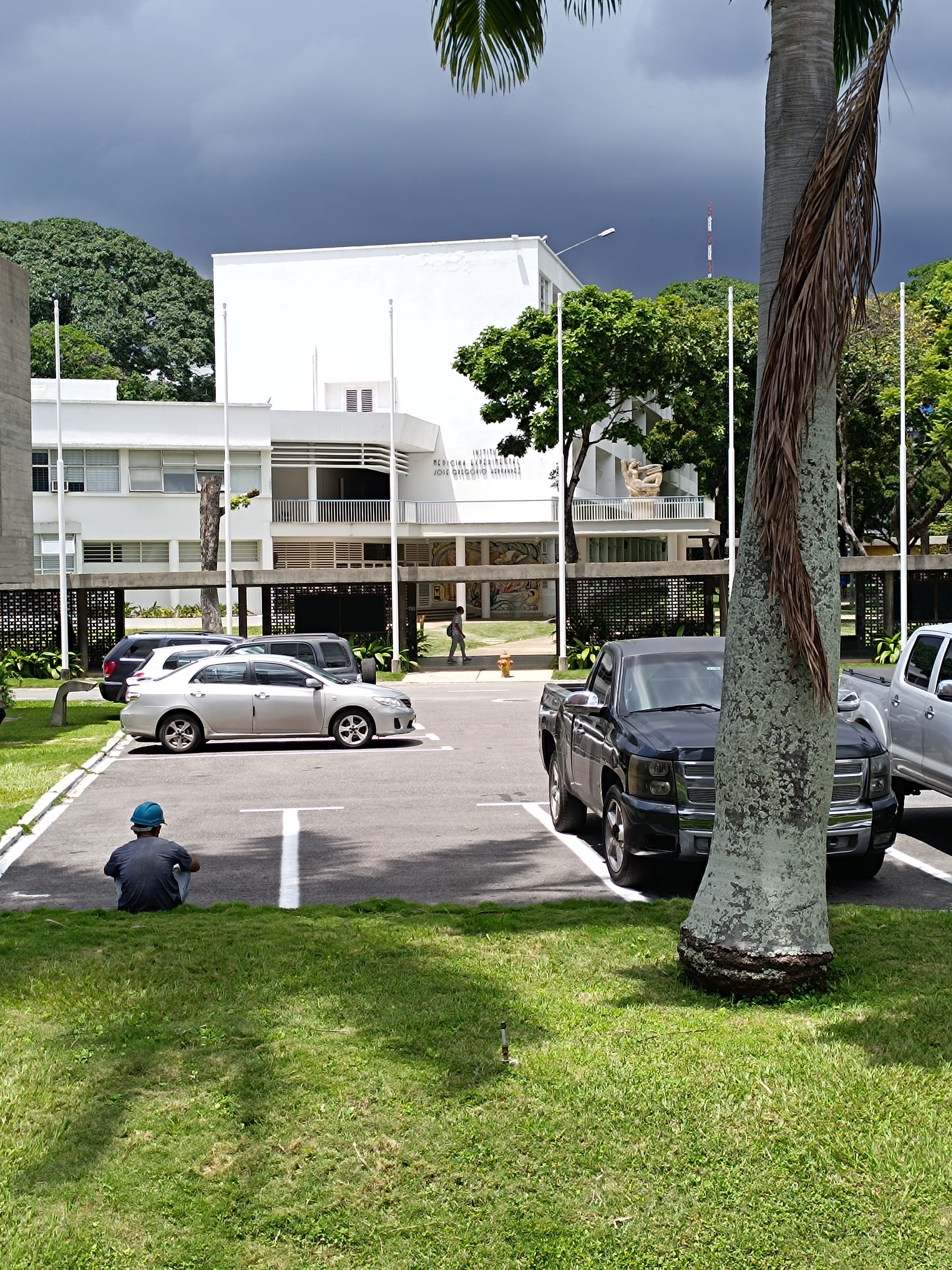
Instituto de Medicina Experimental José Gregorio Hernández, UCV
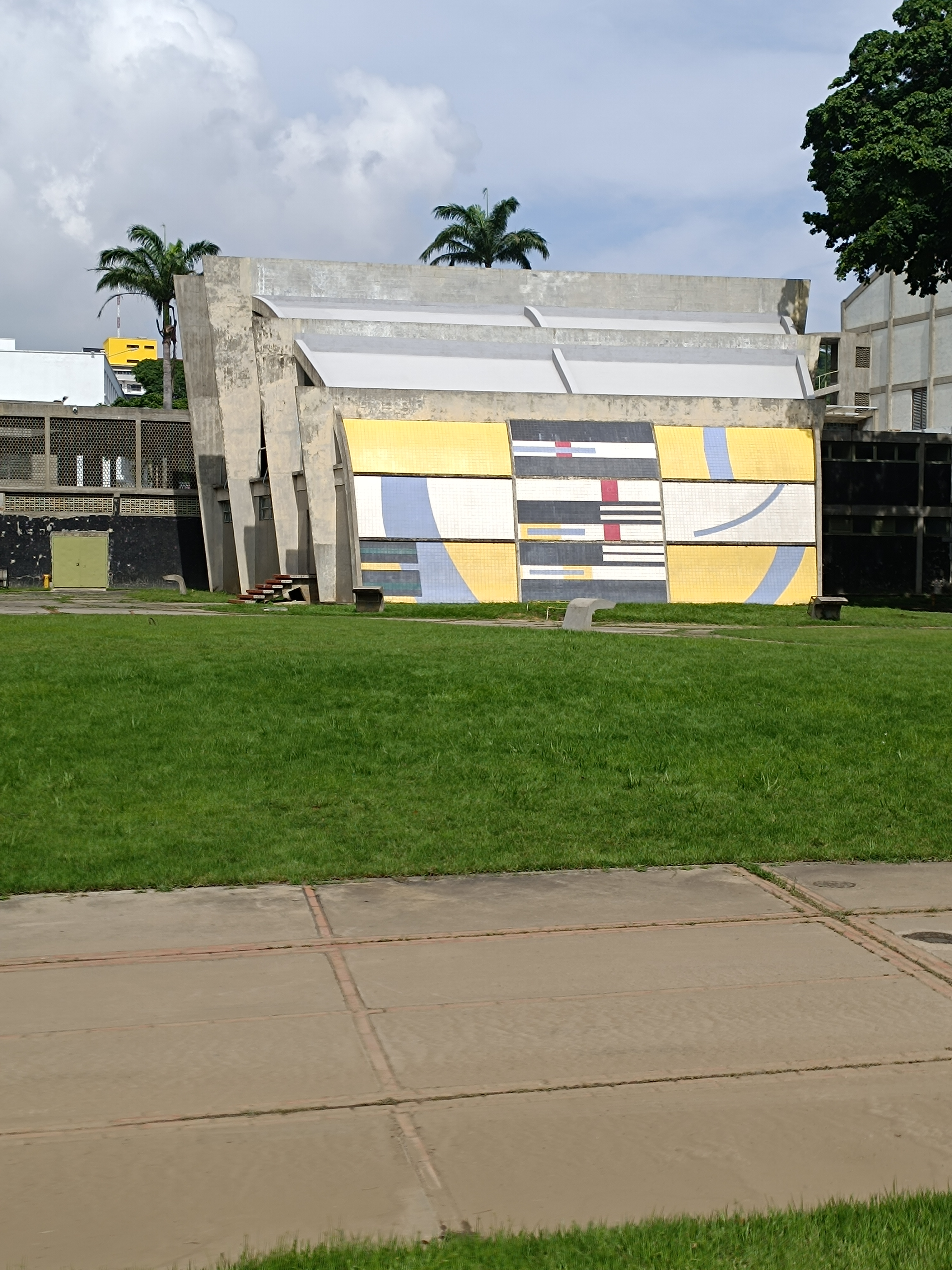
Sala de Conciertos de la UCV
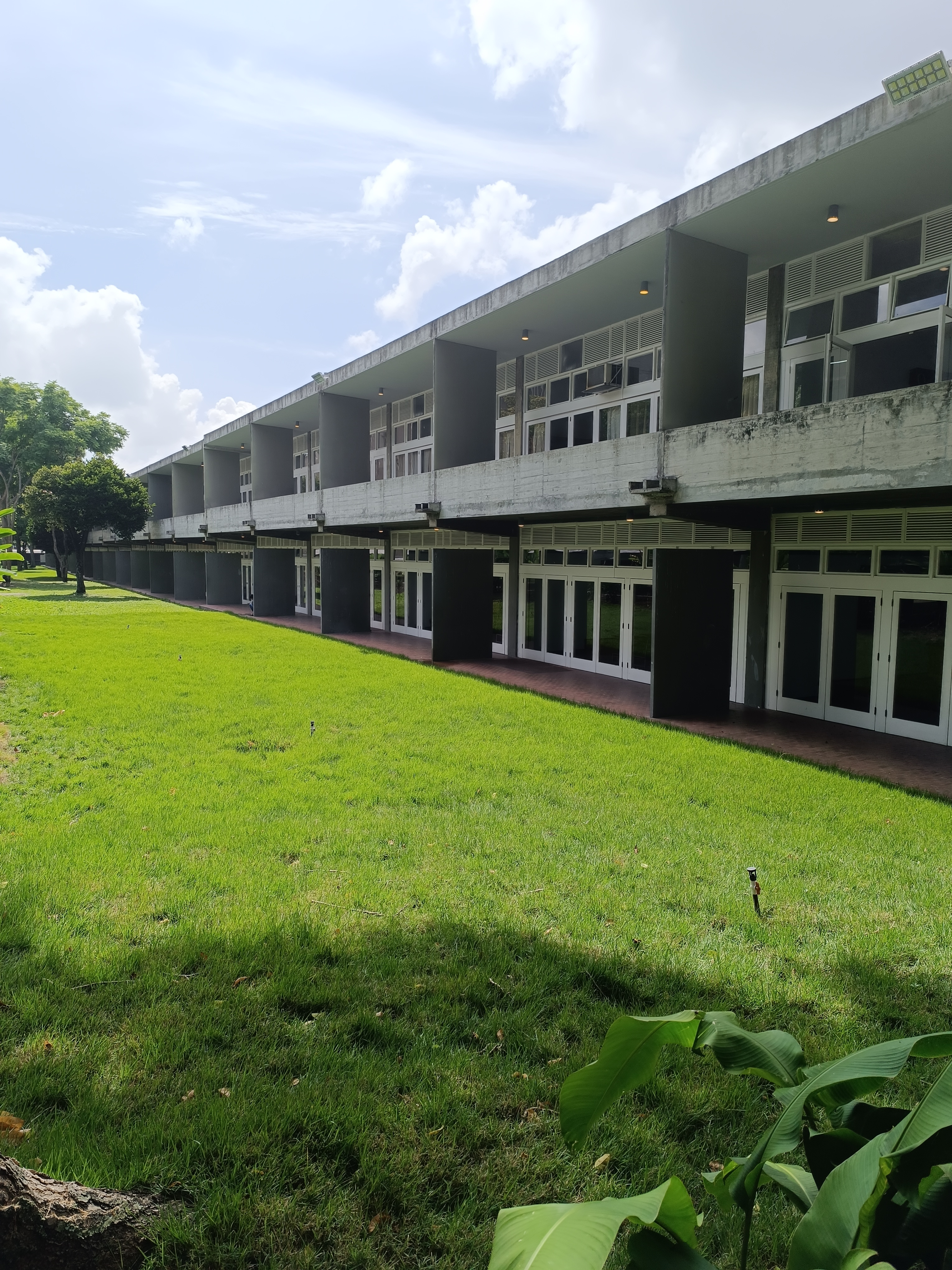
Facultad de Humanidades y Educación de la Universidad Central de Venezuela en Caracas (UCV)